# Спрежение на глаголите в българския език
Глаголите в българския се спрягат по лице, число, род, време, наклонение и залог . Българските глаголи условно се делят на три спрежения според тематичната гласна, която използват в сегашно време:
- 1-во спрежение: глаголи с гласна е ( /ɛ/ ).
- 2-ро спрежение: глаголи с гласна и ( /i/ ).
- 3-то спрежение: глаголи без тематична гласна, чиято основа завършва на а или я .

Българските глаголи се спрягат по следния начин:
форма на глагола = основа + тематична гласна + окончание
където тематичната гласна и окончанието не са задължителни. Основата на глагола се получава, като се махне последната буква от основната му форма - а/я/м. При някои глаголи в определени форми основата може да претърпи промени. В тази статия всяка промяна на основата е оцветена в синьо, тематичните гласни са оцветени в червено, а окончания в зелено.

## Окончания

### Окончания за личните форми на глагола
По-долу са окончанията за всички крайни форми:
| Време/Наклонение        | Спрежение               | единствено число                                         | единствено число | единствено число | множествено число | множествено число | множествено число                                   |
| Време/Наклонение        | Спрежение               | 1-во лице                                                | 2-ро лице        | 3-то лице        | 1-во лице         | 2-ро лице         | 3-то лице                                           |
| ----------------------- | ----------------------- | -------------------------------------------------------- | ---------------- | ---------------- | ----------------- | ----------------- | --------------------------------------------------- |
| Сегашно                 | Първо                   | -a (/ɐ/ 1 или /ɤ/ 2 ) -я (/jɐ/ 1 или /jɤ/ 2 ) -м 3 (/m/) | -ш (/ʃ/)         | -∅               | -м (/m/)          | -те (/t̪ɛ/)        | -ат (/ɐt̪/ 1 или /ɤt̪/ 2 ) -ят (/jɐt̪/ 1 или /jɤt̪/ 2 ) |
| Сегашно                 | Второ                   | -a (/ɐ/ 1 или /ɤ/ 2 ) -я (/jɐ/ 1 или /jɤ/ 2 ) -м 3 (/m/) | -ш (/ʃ/)         | -∅               | -м (/m/)          | -те (/t̪ɛ/)        | -ат (/ɐt̪/ 1 или /ɤt̪/ 2 ) -ят (/jɐt̪/ 1 или /jɤt̪/ 2 ) |
| Сегашно                 | Трето                   | -м (/m/)                                                 | -ш (/ʃ/)         | -∅               | -ме (/mɛ/)        | -те (/t̪ɛ/)        | -т (/t̪/)                                            |
| Минало несвършено време | Минало несвършено време | -х (/x/)                                                 | -ше (/ʃɛ/)       | -ше (/ʃɛ/)       | -хме (/xmɛ/)      | -хте (/xt̪ɛ/)      | -ха (/xɐ/)                                          |
| Минало свършено време   | Минало свършено време   | -х (/x/)                                                 | -∅               | -∅               | -хме (/xmɛ/)      | -хте (/xt̪ɛ/)      | -ха (/xɐ/)                                          |
| Повелително наклонение  | Повелително наклонение  | -                                                        | -∅               | -                | -                 | -те (/t̪ɛ/)        | -                                                   |

1 Когато не е под ударение.
2 Когато е под ударение.
3 Само при някои неправилни глаголи от първо спрежение.

### Окончания за неличните форми на глагола
В таблицата по-долу са показани окончанията на неличните форми на глагола - причастията, деепричастието и отглаголното съществително:
|                                      | Без определителен член | Без определителен член | Без определителен член | Без определителен член   | С определителен член        | С определителен член    | С определителен член      | С определителен член      | С определителен член             |
| Мъжки род                            | Женски род             | Среден род             | Множествено число      | Мъжки род Пълен член     | Мъжки род Кратък член       | Женски род              | Среден род                | Множествено число         |                                  |
| ------------------------------------ | ---------------------- | ---------------------- | ---------------------- | ------------------------ | --------------------------- | ----------------------- | ------------------------- | ------------------------- | -------------------------------- |
| Сегашно деятелно причастие           | -щ /ʃt̪/                | -ща /ʃt̪ɐ/              | -що /ʃt̪o̝/              | -щи /ʃt̪i/                | -щият /ʃt̪ijɐt̪/              | -щия /ʃt̪ijɐ/            | -щата /ʃt̪ɐt̪ɐ/             | -щото /ʃt̪o̝t̪o̝/             | -щите /ʃt̪it̪ɛ/                    |
| Минало свършено деятелно причастие   | -л /ɫ/                 | -ла /ɫɐ/               | -ло /ɫo̝/               | -ли /li/                 | -лият /lijɐt̪/               | -лия /lijɐ/             | -лата /ɫɐt̪ɐ/              | -лото /ɫo̝t̪o̝/              | -лите /lit̪ɛ/                     |
| Минало несвършено деятелно причастие | -л /ɫ/                 | -ла /ɫɐ/               | -ло /ɫo̝/               | -ли /li/                 | -                           | -                       | -                         | -                         | -                                |
| Минало страдателно причастие         | -н /n/ -т /t̪/          | -на /nɐ/ -та /t̪ɐ/      | -но /no̝/ -то /t̪o̝/      | -ни /ni/ -ти /t̪i/        | -ният /nijɐt̪/ -тият /t̪ijɐt̪/ | -ния /nijɐ/ -тия /t̪ijɐ/ | -ната /nɐt̪ɐ/ -тата /t̪ɐt̪ɐ/ | -ното /no̝t̪o̝/ -тото /t̪o̝t̪o̝/ | -ните /nit̪ɛ/ -тите /t̪it̪ɛ/        |
| Отглаголно съществително             | -                      | -                      | -не /nɛ/               | -ния /nijɐ/ -нета /nɛt̪ɐ/ | -                           | -                       | -                         | -нето /nɛt̪o̝/              | -нията /nijɐt̪ɐ/ -нетата /nɛt̪ɐt̪ɐ/ |
| Деепричастие                         | -йки /jkʲi/            | -йки /jkʲi/            | -йки /jkʲi/            | -йки /jkʲi/              | -йки /jkʲi/                 | -йки /jkʲi/             | -йки /jkʲi/               | -йки /jkʲi/               | -йки /jkʲi/                      |

## Тематични гласни
В таблицата по-долу са показани тематичните гласни за различните спрежения в различните времена . Те се слагат между основата и окончанието (ако има такова).
| Време/Наклонение       | Първо                                            | Първо                                            | Първо                                            | Първо                                            | Първо                                            | Първо                                            | Първо                                            | Второ                                            | Второ                                            | Второ                                            | трето   | трето   |
| Време/Наклонение       | 1-ви                                             | 2-ри                                             | 3-ти                                             | 4-ти                                             | 5-ти                                             | 6-ти                                             | 7-ми                                             | 1-ви                                             | 2-ри                                             | 3-ти                                             | 1-ви    | 2-ри    |
| ---------------------- | ------------------------------------------------ | ------------------------------------------------ | ------------------------------------------------ | ------------------------------------------------ | ------------------------------------------------ | ------------------------------------------------ | ------------------------------------------------ | ------------------------------------------------ | ------------------------------------------------ | ------------------------------------------------ | ------- | ------- |
| Сегашно                | е (/ɛ/)                                          | е (/ɛ/)                                          | е (/ɛ/)                                          | е (/ɛ/)                                          | е (/ɛ/)                                          | е (/ɛ/)                                          | е (/ɛ/)                                          | и (/i/)                                          | и (/i/)                                          | и (/i/)                                          | ∅       | ∅       |
| Минало несвършено      | Ят (Променливо Я): я (/ja/), а (/a/) или е (/ɛ/) | Ят (Променливо Я): я (/ja/), а (/a/) или е (/ɛ/) | Ят (Променливо Я): я (/ja/), а (/a/) или е (/ɛ/) | Ят (Променливо Я): я (/ja/), а (/a/) или е (/ɛ/) | Ят (Променливо Я): я (/ja/), а (/a/) или е (/ɛ/) | Ят (Променливо Я): я (/ja/), а (/a/) или е (/ɛ/) | Ят (Променливо Я): я (/ja/), а (/a/) или е (/ɛ/) | Ят (Променливо Я): я (/ja/), а (/a/) или е (/ɛ/) | Ят (Променливо Я): я (/ja/), а (/a/) или е (/ɛ/) | Ят (Променливо Я): я (/ja/), а (/a/) или е (/ɛ/) | ∅       | ∅       |
| Минало свършено        | о (/o̝/) е (/ɛ/)                                  | а (/ɐ/ или /a/)                                  | а (/ɐ/ или /a/)                                  | а (/ɐ/ или /a/)                                  | Ят: я (/ja/)                                     | я (/jɐ/ или /ja/)                                | ∅                                                | и (/i/)                                          | Ят: я (/ja/)                                     | а (/a/)                                          | ∅       | ∅       |
| Повелително наклонение | и (/i/), е (/ɛ/), й (/j/)                        | и (/i/), е (/ɛ/), й (/j/)                        | и (/i/), е (/ɛ/), й (/j/)                        | и (/i/), е (/ɛ/), й (/j/)                        | и (/i/), е (/ɛ/), й (/j/)                        | и (/i/), е (/ɛ/), й (/j/)                        | и (/i/), е (/ɛ/), й (/j/)                        | и (/i/), е (/ɛ/), й (/j/)                        | и (/i/), е (/ɛ/), й (/j/)                        | и (/i/), е (/ɛ/), й (/j/)                        | й (/j/) | й (/j/) |

## Лични глаголни форми

### Сегашно време

#### Първо спрежение
Глаголите от първо спрежение използват тематичната гласна е ( /ɛ/ ), с изключение на първо лице единствено число и трето лице множествено число, където окончанията се добавят директно към основата.
Всички глаголи с основна форма, завършваща на а, използват окончанията - а и - ат съответно в първо лице, единствено число и трето лице, множествено число.
| Основна форма | Основа      | Сегашно време    | Сегашно време    | Сегашно време    | Сегашно време     | Сегашно време     | Сегашно време     |
| Основна форма | Основа      | единствено число | единствено число | единствено число | множествено число | множествено число | множествено число |
| Основна форма | Основа      | 1-во лице        | 2-ро лице        | 3-то лице        | 1-во лице         | 2-ро лице         | 3-то лице         |
| ------------- | ----------- | ---------------- | ---------------- | ---------------- | ----------------- | ----------------- | ----------------- |
| чета /tʃɛˈt̪ɤ/ | чет- /tʃɛt̪/ | чета* /tʃɛˈt̪ɤ/   | четеш /tʃɛˈt̪ɛʃ/  | чете /tʃɛˈt̪ɛ/    | четем /tʃɛˈt̪ɛm/   | четете /tʃɛˈt̪ɛt̪ɛ/ | четат* /tʃɛˈt̪ɤt̪/  |
| пиша /ˈpiʃə/  | пиш- /piʃ/  | пиша /ˈpiʃə/     | пишеш /ˈpiʃɛʃ/   | пише /ˈpiʃɛ/     | пишем /ˈpiʃɛm/    | пишете /ˈpiʃɛt̪ɛ/  | пишат/ˈpiʃət̪/     |

*Окончанията - а и - ат под ударение се произнасят /ɤ/ и /ɤt̪/, а не /a/, /at̪/.
Всички глаголи с основа, завършваща на гласна, използват окончанията - я и - ят съответно в първо лице, единствено число и трето лице, множествено число.
| Основна форма   | Основа        | Сегашно време    | Сегашно време    | Сегашно време    | Сегашно време     | Сегашно време      | Сегашно време     |
| Основна форма   | Основа        | единствено число | единствено число | единствено число | множествено число | множествено число  | множествено число |
| Основна форма   | Основа        | 1-во лице        | 2-ро лице        | 3-то лице        | 1-во лице         | 2-ро лице          | 3-то лице         |
| --------------- | ------------- | ---------------- | ---------------- | ---------------- | ----------------- | ------------------ | ----------------- |
| пея /ˈpɛjə/     | пе- /pɛ/      | пея/ˈpɛjə/       | пееш/ˈpɛ.ɛʃ/     | пее /ˈpɛ.ɛ/      | пеем /ˈpɛ.ɛm/     | пеете/ˈpɛ.ɛt̪ɛ/     | пеят/ˈpɛjət̪/      |
| играя /iˈɡrajə/ | игра- /iˈɡra/ | играя/iˈɡrajə/   | играеш/iˈɡra.ɛʃ/ | играе/iˈɡra.ɛ/   | играем/iˈɡra.ɛm/  | играете/iˈɡra.ɛt̪ɛ/ | играят/iˈɡrajət̪/  |

Всички глаголи с основна форма, завършваща на я, също използват окончанията - я и - ят в първо лице, единствено число и трето лице, множествено число.
| Основна форма  | Основа       | Сегашно време    | Сегашно време    | Сегашно време    | Сегашно време     | Сегашно време      | Сегашно време     |
| Основна форма  | Основа       | единствено число | единствено число | единствено число | множествено число | множествено число  | множествено число |
| Основна форма  | Основа       | 1-во лице        | 2-ро лице        | 3-то лице        | 1-во лице         | 2-ро лице          | 3-то лице         |
| -------------- | ------------ | ---------------- | ---------------- | ---------------- | ----------------- | ------------------ | ----------------- |
| къпя /ˈkɤpʲə/  | къп- /kɤp/   | къпя/ˈkɤpʲə/     | къпеш /ˈkɤpɛʃ/   | къпе /ˈkɤpɛ/     | къпем/ˈkɤpɛm/     | къпете /ˈkɤpɛt̪ɛ/   | къпят /ˈkɤpʲət̪/   |
| дремя /drɛmʲə/ | дрем- /drɛm/ | дремя /ˈdrɛmʲə/  | дремеш /ˈdrɛmɛʃ/ | дреме /ˈdrɛmɛ/   | дремем /ˈdrɛmɛm/  | дремете /ˈdrɛmɛt̪ɛ/ | дремят /ˈdrɛmʲət̪/ |

Всички глаголи с основа, завършваща на - к ( /k/ ) или - г ( /g/ ), се променят съответно на - ч ( /tʃ/ ) и - ж ( /ʒ/ ) пред тематичната гласна е . Тази промяна не се ограничава само до сегашно време и се случва винаги преди /i/, /ɛ/ и старобългарското Ят.
| Основна форма | Основа     | Сегашно време    | Сегашно време    | Сегашно време    | Сегашно време     | Сегашно време     | Сегашно време     |
| Основна форма | Основа     | единствено число | единствено число | единствено число | множествено число | множествено число | множествено число |
| Основна форма | Основа     | 1-во лице        | 2-ро лице        | 3-то лице        | 1-во лице         | 2-ро лице         | 3-то лице         |
| ------------- | ---------- | ---------------- | ---------------- | ---------------- | ----------------- | ----------------- | ----------------- |
| пека /pɛˈkɤ/  | пек- /pɛk/ | пека /pɛˈkɤ/     | печеш /pɛˈtʃɛʃ/  | пече /pɛˈtʃɛ/    | печем /pɛˈtʃɛm/   | печете /pɛˈtʃɛt̪ɛ/ | пекат /pɛˈkɤt̪/    |
| мога /ˈmɔɡə/  | мог- /mɔɡ/ | мога /ˈmɔɡə/     | можеш /ˈmɔʒɛʃ/   | може /ˈmɔʒɛ/     | можем /ˈmɔʒɛm/    | можете /ˈmɔʒɛt̪ɛ/  | могат /ˈmɔɡət̪/    |

#### Второ спрежение
Глаголите от второ спрежение използват тематичната гласна и ( /i/ ), с изключение на първо лице, единствено число и трето лице, множествено число, където окончанията се добавят директно към основата.
Всички глаголи, чиято основа не завършва на - ж ( /ʒ/ ), - ч ( /tʃ/ ) или - ш ( /ʃ/ ), използват окончанията - я и - ят в първо лице, единствено число и трето лице, множествено число.
| Основна форма     | Основа          | Сегашно време     | Сегашно време     | Сегашно време    | Сегашно време      | Сегашно време        | Сегашно време       |
| Основна форма     | Основа          | единствено число  | единствено число  | единствено число | множествено число  | множествено число    | множествено число   |
| Основна форма     | Основа          | 1-во лице         | 2-ро лице         | 3-то лице        | 1-во лице          | 2-ро лице            | 3-то лице           |
| ----------------- | --------------- | ----------------- | ----------------- | ---------------- | ------------------ | -------------------- | ------------------- |
| говоря /ɡoˈvɔrʲə/ | говор- /ɡoˈvɔr/ | говоря /ɡoˈvɔrʲə/ | говориш/ɡoˈvɔriʃ/ | говори /ɡoˈvɔri/ | говорим /ɡoˈvɔrim/ | говорите /ɡoˈvɔrit̪ɛ/ | говорят /ɡoˈvɔrʲət̪/ |
| вървя /vɐrˈvʲɤ/   | върв- /vɐrv/    | вървя* /vɐrˈvʲɤ/  | вървиш /vɐrˈviʃ/  | върви /vɐrˈvi/   | вървим /vɐrˈvim/   | вървите /vɐrˈvit̪ɛ/   | вървят* /vɐrˈvʲɤt̪/  |
| стоя /st̪oˈjɤ/     | сто- /st̪o/      | стоя* /st̪oˈjɤ/    | стоиш /st̪oˈiʃ/    | стои /st̪oˈi/     | стоим /st̪oˈim/     | стоите /st̪oˈit̪ɛ/     | стоят* /st̪oˈjɤt̪/    |

*Окончанията - я и - ят под ударение се произнасят /jɤ/ и /jɤt̪/, а не /ja/, /jat̪/.
Всички глаголи с основа, завършваща на - ж ( /ʒ/ ), - ч ( /tʃ/ ) или - ш ( /ʃ/ ) използват окончанията - а и - ат в първо лице, единствено число и трето лице, множествено число.
| Основна форма   | Основа        | Сегашно време    | Сегашно време     | Сегашно време    | Сегашно време     | Сегашно време       | Сегашно време      |
| Основна форма   | Основа        | единствено число | единствено число  | единствено число | множествено число | множествено число   | множествено число  |
| Основна форма   | Основа        | 1-во лице        | 2-ро лице         | 3-то лице        | 1-во лице         | 2-ро лице           | 3-то лице          |
| --------------- | ------------- | ---------------- | ----------------- | ---------------- | ----------------- | ------------------- | ------------------ |
| движа /d̪viʒə/   | движ- /d̪viʒ/  | движа /ˈd̪viʒə/   | движиш /ˈd̪viʒiʃ/  | движи /ˈd̪viʒi/   | движим/ˈd̪viʒim/   | движите/ˈd̪viʒit̪ɛ/   | движат/ˈd̪viʒət̪/    |
| мълча /mɐɫˈtʃɤ/ | мълч- /mɐɫtʃ/ | мълча* /mɐɫˈtʃɤ/ | мълчиш /mɐɫˈtʃiʃ/ | мълчи /mɐɫˈtʃi/  | мълчим /mɐɫˈtʃim/ | мълчите /mɐɫˈtʃit̪ɛ/ | мълчат* /mɐɫˈtʃɤt̪/ |

*Окончанията - а и - ат под ударение се произнасят /ɤ/ и /ɤt̪/, а не /a/, /at̪/.

#### Трето спрежение
Глаголите от третото спрежение са атематични, тъй като личните окончания се добавят директно към основата без тематична гласна между тях. Може да изглежда, че гласната а ( /ə/ ) е вмъкната между тях, но тази гласна всъщност е част от основата. Всички глаголи имат основи, завършващи на а или я .
| Основна форма       | Основа             | Сегашно време       | Сегашно време       | Сегашно време     | Сегашно време         | Сегашно време         | Сегашно време       |
| Основна форма       | Основа             | единствено число    | единствено число    | единствено число  | множествено число     | множествено число     | множествено число   |
| Основна форма       | Основа             | 1-во лице           | 2-ро лице           | 3-то лице         | 1-во лице             | 2-ро лице             | 3-то лице           |
| ------------------- | ------------------ | ------------------- | ------------------- | ----------------- | --------------------- | --------------------- | ------------------- |
| искам /ˈiskəm/      | иска- /ˈiskə/      | искам/ˈiskəm/       | искаш/ˈiskəʃ/       | иска /ˈiskə/      | искаме /ˈiskəmɛ/      | искате /ˈiskət̪ɛ/      | искат /ˈiskət̪/      |
| стрелям /ˈstrɛlʲəm/ | стреля- /ˈstrɛlʲə/ | стрелям /ˈstrɛlʲəm/ | стреляш /ˈstrɛlʲəʃ/ | стреля /ˈstrɛlʲə/ | стреляме /ˈstrɛlʲəmɛ/ | стреляте /ˈstrɛlʲət̪ɛ/ | стрелят /ˈstrɛlʲət̪/ |

### Минало несвършено време (Имперфект)
В минало несвършено време ударението винаги пада на същото място като в сегашното време.

#### Първо и второ спрежение
Тези глаголи използват старобългарската гласна ят като тематична. Когато е под ударение, се произнася като /ja/ (пише се я ) или /a/ (пише се а ) след /ʒ/, /tʃ/ и /ʃ/ . Когато не е под ударение, се произнася като /ɛ/ (пише се е). Във второ и трето лице, единствено число винаги се произнася като /ɛ/ (пише се е).
| Основна форма   | Основа        | Минало несвършено | Минало несвършено   | Минало несвършено   | Минало несвършено     | Минало несвършено     | Минало несвършено   |
| Основна форма   | Основа        | Ударено Ят        | Ударено Ят          | Ударено Ят          | Ударено Ят            | Ударено Ят            | Ударено Ят          |
| Основна форма   | Основа        | единствено число  | единствено число    | единствено число    | множествено число     | множествено число     | множествено число   |
| Основна форма   | Основа        | 1-во лице         | 2-ро лице           | 3-то лице           | 1-во лице             | 2-ро лице             | 3-то лице           |
| --------------- | ------------- | ----------------- | ------------------- | ------------------- | --------------------- | --------------------- | ------------------- |
| чета /tʃɛˈt̪ɤ/   | чет- /tʃɛt̪/   | четях /tʃɛˈt̪ʲax/  | четеше /tʃɛˈt̪ɛʃɛ/   | четеше /tʃɛˈt̪ɛʃɛ/   | четяхме /tʃɛˈt̪ʲaxmɛ/  | четяхте /tʃɛˈt̪ʲaxt̪ɛ/  | четяха /tʃɛˈt̪ʲaxə/  |
| вървя /vɐrˈvʲɤ/ | върв- /vɐrv/  | вървях /vɐrˈvʲax/ | вървеше /vɐrˈvɛʃɛ/  | вървеше /vɐrˈvɛʃɛ/  | вървяхме /vɐrˈvʲaxmɛ/ | вървяхте vɐrˈvʲaxt̪ɛ/  | вървяха /vɐrˈvʲaxə/ |
| пека /pɛˈkɤ/    | пек- /pɛk/    | печах* /pɛˈtʃax/  | печеше* /pɛˈtʃɛʃɛ/  | печеше* /pɛˈtʃɛʃɛ/  | печахме* /pɛˈtʃaxmɛ/  | печахте* /pɛˈtʃaxt̪ɛ/  | печаха* /pɛˈtʃaxə/  |
| мълча /mɐɫˈtʃɤ/ | мълч- /mɐɫtʃ/ | мълчах /mɐɫˈtʃax/ | мълчеше /mɐɫˈtʃɛʃɛ/ | мълчеше /mɐɫˈtʃɛʃɛ/ | мълчахме /mɐɫˈtʃaxmɛ/ | мълчахте /mɐɫˈtʃaxt̪ɛ/ | мълчаха /mɐɫˈtʃaxə/ |

* Съгласните к ( /k/ ) и г ( /g/ ) преминават в ч ( /tʃ/ ) и ж ( /ʒ/ ) пред предните гласни е ( /ɛ/ ) и и ( /i/ ).
Освен това, след ж ( /ʒ/ ), ч ( /tʃ/ ) и ш ( /ʃ/ ) ударената ятова гласна може да се произнесе или като /a/ (както по-горе) или като /ɛ/ . Последните форми до голяма степен са излезли от употреба.
| Основна форма   | Основа         | Минало несвършено   | Минало несвършено     | Минало несвършено     | Минало несвършено       | Минало несвършено       | Минало несвършено     |
| Основна форма   | Основа         | Ударено Ят          | Ударено Ят            | Ударено Ят            | Ударено Ят              | Ударено Ят              | Ударено Ят            |
| Основна форма   | Основа         | единствено число    | единствено число      | единствено число      | множествено число       | множествено число       | множествено число     |
| Основна форма   | Основа         | 1-во лице           | 2-ро лице             | 3-то лице             | 1-во лице               | 2-ро лице               | 3-то лице             |
| --------------- | -------------- | ------------------- | --------------------- | --------------------- | ----------------------- | ----------------------- | --------------------- |
| пека /pɛˈkɤ/    | пе к - /pɛk/   | пе ч е х /pɛˈtʃɛx/  | пе ч е ше /pɛˈtʃɛʃɛ/  | пе ч е ше /pɛˈtʃɛʃɛ/  | пе ч е хме /pɛˈtʃɛxmɛ/  | пе ч е хте /pɛˈtʃɛxt̪ɛ/  | пе ч е ха /pɛˈtʃɛxə/  |
| мълча /mɐɫˈtʃɤ/ | мълч - /mɐɫtʃ/ | мълч е х /mɐɫˈtʃɛx/ | мълч е ше /mɐɫˈtʃɛʃɛ/ | мълч е ше /mɐɫˈtʃɛʃɛ/ | мълч е хме /mɐɫˈtʃɛxmɛ/ | мълч е хте /mɐɫˈtʃɛxt̪ɛ/ | мълч е ха /mɐɫˈtʃɛxə/ |

#### Трето спрежение
Глаголите от трето спрежение не използват тематична гласна, окончанията се добавят директно към основата .
| Основна форма       | Основа             | Минало несвършено    | Минало несвършено      | Минало несвършено      | Минало несвършено        | Минало несвършено        | Минало несвършено      |
| Основна форма       | Основа             | единствено число     | единствено число       | единствено число       | множествено число        | множествено число        | множествено число      |
| Основна форма       | Основа             | 1-во лице            | 2-ро лице              | 3-то лице              | 1-во лице                | 2-ро лице                | 3-то лице              |
| ------------------- | ------------------ | -------------------- | ---------------------- | ---------------------- | ------------------------ | ------------------------ | ---------------------- |
| искам /ˈiskəm/      | иска- /ˈiskə/      | иска х /ˈiskəx/      | иска ше /ˈiskəʃɛ/      | иска ше /ˈiskəʃɛ/      | иска хме /ˈiskəxmɛ/      | иска хте /ˈiskəxt̪ɛ/      | иска ха /ˈiskəxə/      |
| стрелям /ˈstrɛlʲəm/ | стреля- /ˈstrɛlʲə/ | стреля х /ˈstrɛlʲəx/ | стреля ше /ˈstrɛlʲəʃɛ/ | стреля ше /ˈstrɛlʲəʃɛ/ | стреля хме /ˈstrɛlʲəxmɛ/ | стреля хте /ˈstrɛlʲəxt̪ɛ/ | стреля ха /ˈstrɛlʲəxə/ |

### Минало свършено време (Аорист)
В първото и второто спрежение глаголите са допълнително разделени на класове според тематичната гласна, която използват. В третото спрежение глаголите се разделят на класове според крайната гласна на основата .

#### Ударение
При глаголите с ударение върху основата то може да остане там или да се премести върху тематичната гласна (или крайната гласна на основата при атематични глаголи от трето спрежение). Тази промяна обаче може да се случи само ако глаголът е без представка или ако е от несвършен вид . Формите с ударение, което е останала на основата, обикновено са характерни за източните диалекти, а формите с ударение върху тематичната гласна - за западните диалекти . Въпреки това, последните форми се смятат за диалектни и е препоръчително да се избягват.
Глаголите с префикс в свършен вид с ударение върху основата не я променят.
При глаголите с ударение върху тематичната гласна то се запазва там с изключение на глаголите от първи клас на първо спрежение, както и при някои други.

#### Първо спрежение

##### Първи клас
Тези глаголи използват гласните о ( /o̝/ ) или е ( /ɛ/ ) във второ и трето лице, единствено число между основата и окончания . Основите на тези глаголи завършват на д ( /d̪/ ), т ( /t̪/ ), с ( /s/ ), з ( /z/ ) и к ( /k/ ). Този клас съдържа само 23 основни глагола, които обаче са едни от най-често използваните и от тях могат да се образуват много производни:
але́я, ба́я, бле́я, ва́я, ве́я, зе́я, зна́я *, ка́я се, (на-)кле́я, кре́я, ла́я, ма́я се, наде́я се, неха́я, отча́я се, ре́я се, тра́я, шля́я се
* Тези глаголи са неправилни, но се считат за част от първи клас, защото в минало свършено се държат точно като правилните.
Въпреки че основата на глагола тъка завършва на к ( /k/ ), той не е част от този клас, а принадлежи към втори .
Важна особеност на правилните глаголи от първи клас е, че ударението винаги се премества върху последната сричка на основата (освен ако вече не е там). Тази позиция на ударението се запазва в миналото свършено деятелно причастие, миналото страдателно причастие и отглаголното съществително .
| Основна форма  | Основа       | Минало свършено  | Минало свършено  | Минало свършено  | Минало свършено      | Минало свършено      | Минало свършено    |
| Основна форма  | Основа       | единствено число | единствено число | единствено число | множествено число    | множествено число    | множествено число  |
| Основна форма  | Основа       | 1-во лице        | 2-ро лице        | 3-то лице        | 1-во лице            | 2-ро лице            | 3-то лице          |
| -------------- | ------------ | ---------------- | ---------------- | ---------------- | -------------------- | -------------------- | ------------------ |
| крада /krɐˈd̪ɤ/ | крад- /krad̪/ | крадох /ˈkrad̪o̝x/ | краде /ˈkrad̪ɛ/   | краде /ˈkrad̪ɛ/   | крадохме /ˈkrad̪o̝xmɛ/ | крадохте /ˈkrad̪o̝xt̪ɛ/ | крадоха /ˈkrad̪o̝xə/ |
| чета /tʃɛˈt̪ɤ/  | чет- /tʃɛt̪/  | четох /ˈtʃɛt̪o̝x/  | чете /ˈtʃɛt̪ɛ/    | чете /ˈtʃɛt̪ɛ/    | четохме /ˈtʃɛt̪o̝xmɛ/  | четохте /ˈtʃɛt̪o̝xt̪ɛ/  | четоха /ˈtʃɛt̪o̝xə/  |
| треса /t̪rɛˈsɤ/ | трес- /t̪rɛs/ | тресох /ˈt̪rɛso̝x/ | тресе /ˈt̪rɛsɛ/   | тресе /ˈt̪rɛsɛ/   | тресохме /ˈt̪rɛso̝xmɛ/ | тресохте /ˈt̪rɛso̝xt̪ɛ/ | тресоха /ˈt̪rɛso̝xə/ |
| пека /pɛˈkɤ/   | пек- /pɛk/   | пекох /ˈpɛko̝x/   | пече* /ˈpɛtʃɛ/   | пече* /ˈpɛtʃɛ/   | пекохме /ˈpɛko̝xmɛ/   | пекохте /ˈpɛko̝xt̪ɛ/   | пекоха /ˈpɛko̝xə/   |

* Съгласната к ( /k/ ) преминава в ч ( /tʃ/ ) пред предната гласна е ( /ɛ/ ).
Глаголите (съ-)блекá, влекá, (в-)ля́за и секá имат старата ятова гласна в основата, която се редува между я ( /ja/ ) и е ( /ɛ/ ) според произношението в източните диалекти .
| Основна форма   | Основа            | Минало свършено       | Минало свършено   | Минало свършено   | Минало свършено           | Минало свършено           | Минало свършено         |
| Основна форма   | Основа            | единствено число      | единствено число  | единствено число  | множествено число         | множествено число         | множествено число       |
| Основна форма   | Основа            | 1-во лице             | 2-ро лице         | 3-то лице         | 1-во лице                 | 2-ро лице                 | 3-то лице               |
| --------------- | ----------------- | --------------------- | ----------------- | ----------------- | ------------------------- | ------------------------- | ----------------------- |
| вляза /ˈvlʲazə/ | вл я з - /ˈvlʲaz/ | вл я з о х /ˈvlʲazo̝x/ | вл е з е /ˈvlɛzɛ/ | вл е з е /ˈvlɛzɛ/ | вл я з о хме /ˈvlʲazo̝xmɛ/ | вл я з о хте /ˈvlʲazo̝xt̪ɛ/ | вл я з о ха /ˈvlʲazo̝xə/ |
| сека /sɛˈkɤ/    | с ек - /sɛk/      | с як о х /ˈsʲako̝x/    | с еч е /ˈsɛtʃɛ/   | с еч е /ˈsɛtʃɛ/   | с як о хме /ˈsʲako̝xmɛ/    | с як о хте /ˈsʲako̝xt̪ɛ/    | с як о ха /ˈsʲako̝xə/    |

##### Втори клас
Тези глаголи използват тематичната гласна а ( /a/ или /ə/ ). Корените на тези глаголи завършват на съгласна, различна от ж /ʒ/, ч /tʃ/, ш /ʃ/, д ( /d̪/ ), т ( /t̪/ ), с ( /s/ ), з ( / z/ ) или к ( /k/ ), а основните им форми завършват на а . Този клас съдържа над 400 основни глагола.
| Основна форма  | Основа         | Минало свършено                                          | Минало свършено                                      | Минало свършено                                      | Минало свършено                                                | Минало свършено                                                | Минало свършено                                             |
| Основна форма  | Основа         | единствено число                                         | единствено число                                     | единствено число                                     | множествено число                                              | множествено число                                              | множествено число                                           |
| Основна форма  | Основа         | 1-во лице                                                | 2-ро лице                                            | 3-то лице                                            | 1-во лице                                                      | 2-ро лице                                                      | 3-то лице                                                   |
| -------------- | -------------- | -------------------------------------------------------- | ---------------------------------------------------- | ---------------------------------------------------- | -------------------------------------------------------------- | -------------------------------------------------------------- | ----------------------------------------------------------- |
| легна /ˈlɛɡnə/ | легн - /ˈlɛɡn/ | легн а х </br> /ˈlɛɡnəx/</link> </br> /lɛɡˈnax/</link> * | легн а </br> /ˈlɛɡnə/</link> </br> /lɛɡˈna/</link> * | легн а </br> /ˈlɛɡnə/</link> </br> /lɛɡˈna/</link> * | легн а хме </br> /ˈlɛɡnəxmɛ/</link> </br> /lɛɡˈnaxmɛ/</link> * | легн а хте </br> /ˈlɛɡnəxt̪ɛ/</link> </br> /lɛɡˈnaxt̪ɛ/</link> * | легн а ха </br> /ˈlɛɡnəxə/</link> </br> /lɛɡˈnaxə/</link> * |
| рева /rɛˈvɤ/   | рев - /rɛv/    | рев а х /rɛˈvax/                                         | рев а /rɛˈva/                                        | рев а /rɛˈva/                                        | рев а хме /rɛˈvaxmɛ/                                           | рев а хте /rɛˈvaxt̪ɛ/                                           | рев а ха /rɛˈvaxə/                                          |

* Изместването на ударението, както е обяснено по-горе .
Глаголите с основа, завършваща на - ер (/ɛr/), като бера, пера и дера, губят е ( /ɛ/ ):
| Основна форма | Основа        | Минало свършено  | Минало свършено  | Минало свършено  | Минало свършено    | Минало свършено    | Минало свършено   |
| Основна форма | Основа        | единствено число | единствено число | единствено число | множествено число  | множествено число  | множествено число |
| Основна форма | Основа        | 1-во лице        | 2-ро лице        | 3-то лице        | 1-во лице          | 2-ро лице          | 3-то лице         |
| ------------- | ------------- | ---------------- | ---------------- | ---------------- | ------------------ | ------------------ | ----------------- |
| пера /pɛˈrɤ/  | п е р - /pɛr/ | пр а х /prax/    | пр а /pra/       | пр а /pra/       | пр а хме /ˈpraxmɛ/ | пр а хте /ˈpraxt̪ɛ/ | пр а ха /ˈpraxə/  |

В глаголите греба и гриза ударението се премества върху основата. Това е така, защото те са принадлежали към първия клас .
| Основна форма  | Основа        | Минало свършено    | Минало свършено  | Минало свършено  | Минало свършено        | Минало свършено        | Минало свършено      |
| Основна форма  | Основа        | единствено число   | единствено число | единствено число | множествено число      | множествено число      | множествено число    |
| Основна форма  | Основа        | 1-во лице          | 2-ро лице        | 3-то лице        | 1-во лице              | 2-ро лице              | 3-то лице            |
| -------------- | ------------- | ------------------ | ---------------- | ---------------- | ---------------------- | ---------------------- | -------------------- |
| греба /ɡrɛˈbɤ/ | греб - /ɡrɛb/ | греб а х /ˈɡrɛbəx/ | греб а /ˈɡrɛbə/  | греб а /ˈɡrɛbə/  | греб а хме /ˈɡrɛbəxmɛ/ | греб а хте /ˈɡrɛbəxt̪ɛ/ | греб а ха /ˈɡrɛbəxə/ |
| гриза /ɡriˈzɤ/ | гриз - /ɡriz/ | гриз а х /ˈɡrizəx/ | гриз а /ˈɡrizə/  | гриз а /ˈɡrizə/  | гриз а хме /ˈɡrizəxmɛ/ | гриз а хте /ˈɡrizəxt̪ɛ/ | гриз а ха /ˈɡrizəxə/ |

##### Трети клас
Глаголите в този клас също използват тематичната гласна а ( /a/ или /ə/ ). Този клас е почти идентичен с предишния, единствената разлика е, че основната форма завършва на я . Съдържа 23 основни глагола:
* Тези глаголи са преместени в първия клас на второто спрежение поради аналогия . Формите на първо спрежение все още могат да бъдат намерени, но се считат за архаични.
| Основна форма       | Основа            | Минало свършено                   | Минало свършено                | Минало свършено                | Минало свършено                         | Минало свършено                         | Минало свършено                      |
| Основна форма       | Основа            | единствено число                  | единствено число               | единствено число               | множествено число                       | множествено число                       | множествено число                    |
| Основна форма       | Основа            | 1-во лице                         | 2-ро лице                      | 3-то лице                      | 1-во лице                               | 2-ро лице                               | 3-то лице                            |
| ------------------- | ----------------- | --------------------------------- | ------------------------------ | ------------------------------ | --------------------------------------- | --------------------------------------- | ------------------------------------ |
| къпя /ˈkɤpʲə/       | къп- /ˈkɤp/       | къпах /ˈkɤpəx/ /kɐˈpax/*          | къпа /ˈkɤpə/ /kɐˈpa/*          | къпа /ˈkɤpə/ /kɐˈpa/*          | къпахме /ˈkɤpəxmɛ/ /kɐˈpaxmɛ/*          | къпахте /ˈkɤpəxt̪ɛ/ /kɐˈpaxt̪ɛ/*          | къпаха /ˈkɤpəxə/ /kɐˈpaxə/*          |
| треперя /t̪rɛˈpɛrʲə/ | трепер- /t̪rɛˈpɛr/ | треперах /t̪rɛˈpɛrəx/ /t̪rɛpɛˈrax/* | трепера /t̪rɛˈpɛrə/ /t̪rɛpɛˈra/* | трепера /t̪rɛˈpɛrə/ /t̪rɛpɛˈra/* | треперахме /t̪rɛˈpɛrəxmɛ/ /t̪rɛpɛˈraxmɛ/* | треперахте /t̪rɛˈpɛrəxt̪ɛ/ /t̪rɛpɛˈraxt̪ɛ/* | трепераха /t̪rɛˈpɛrəxə/ /t̪rɛpɛˈraxə/* |

* Изместването на ударението, както е споменато по-горе .
Глаголът дремя съдържа ятовата гласна, която се редува между я ( /ja/ ) и е ( /ɛ/ ):
| Основна форма   | Основа          | Минало свършено                            | Минало свършено                      | Минало свършено                      | Минало свършено                                    | Минало свършено                                    | Минало свършено                                |
| Основна форма   | Основа          | единствено число                           | единствено число                     | единствено число                     | множествено число                                  | множествено число                                  | множествено число                              |
| Основна форма   | Основа          | 1-во лице                                  | 2-ро лице                            | 3-то лице                            | 1-во лице                                          | 2-ро лице                                          | 3-то лице                                      |
| --------------- | --------------- | ------------------------------------------ | ------------------------------------ | ------------------------------------ | -------------------------------------------------- | -------------------------------------------------- | ---------------------------------------------- |
| дремя /ˈd̪rɛmʲə/ | др е м- /ˈd̪rɛm/ | др я м а х /ˈd̪rʲaməx/ др е м а х /d̪rɛˈmax/ | др я м а /ˈd̪rʲamə/ др е м а /d̪rɛˈma/ | др я м а /ˈd̪rʲamə/ др е м а /d̪rɛˈma/ | др я м а хме /ˈd̪rʲaməxmɛ/ др е м а хме /d̪rɛˈmaxmɛ/ | др я м а хте /ˈd̪rʲaməxt̪ɛ/ др е м а хте /d̪rɛˈmaxt̪ɛ/ | др я м а ха /ˈd̪rʲaməxə/ др е м а ха /d̪rɛˈmaxə/ |

##### Четвърти клас
Тези глаголи използват гласната а ( /a/ ) като тематична и основата им винаги завършва на ж /ʒ/ или ч /tʃ/ . Ударението винаги е върху тематичната гласна във всички форми, точно както в предишния клас . Класът съдържа 27 основни глагола:
Промяна от /ʒ/ на /z/: бли́жа, въ́ржа, ка́жа, ли́жа, ма́жа, ни́жа, ре́жа, хари́жа
Промяна от /ʒ/ на /g/: лъ́жа, стри́жа, стъ́ржа
Промяна от /tʃ/ в /k/: ба́уча, дъ́вча, мя́уча, пла́ча, сму́ча, су́ча, тъ́пча
Промяна от /ʃ/ на /s/: бри́ша, бъ́рша, мири́ша, (о-)па́ша, пи́ша, ре́ша *, уйди́ша, уйдурди́ша, че́ша
| Основна форма   | Основа         | Минало свършено             | Минало свършено          | Минало свършено          | Минало свършено                   | Минало свършено                   | Минало свършено               |
| Основна форма   | Основа         | единствено число            | единствено число         | единствено число         | множествено число                 | множествено число                 | множествено число             |
| Основна форма   | Основа         | 1-во лице                   | 2-ро лице                | 3-то лице                | 1-во лице                         | 2-ро лице                         | 3-то лице                     |
| --------------- | -------------- | --------------------------- | ------------------------ | ------------------------ | --------------------------------- | --------------------------------- | ----------------------------- |
| кажа /ˈkaʒə/    | каж- /ˈkaʒ/    | казах /ˈkazəx/ /kɐˈzax/*    | каза /ˈkazə/ /kɐˈza/*    | каза /ˈkazə/ /kɐˈza/*    | казахме /ˈkazəxmɛ/ /kɐˈzaxmɛ/*    | казахте /ˈkazəxt̪ɛ/ /kɐˈzaxt̪ɛ/*    | казаха /ˈkazəxə/ /kɐˈzaxə/    |
| лъжа /ˈɫɤʒə/    | лъж- /ˈɫɤʒ/    | лъгах /ˈɫɤɡəx/ /ɫɐˈɡax/*    | лъга /ˈɫɤɡə/ /ɫɐˈɡa/*    | лъга /ˈɫɤɡə/ /ɫɐˈɡa/*    | лъгахме /ˈɫɤɡəxmɛ/ /ɫɐˈɡaxmɛ/*    | лъгахте /ˈɫɤɡəxt̪ɛ/ /ɫɐˈɡaxt̪ɛ/*    | лъгаха /ˈɫɤɡəxə/ /ɫɐˈɡaxə/    |
| плача /ˈpɫatʃə/ | плач- /ˈpɫatʃ/ | плаках /ˈpɫakəx/ /pɫɐˈkax/* | плака /ˈpɫakə/ /pɫɐˈka/* | плака /ˈpɫakə/ /pɫɐˈka/* | плакахме /ˈpɫakəxmɛ/ /pɫɐˈkaxmɛ/* | плакахте /ˈpɫakəxt̪ɛ/ /pɫɐˈkaxt̪ɛ/* | плакаха /ˈpɫakəxə/ /pɫɐˈkaxə/ |
| пиша /ˈpiʃə/    | пиш- /ˈpiʃ/    | писах /ˈpisəx/ /piˈsax/*    | писа /ˈpisə/ /piˈsa/*    | писа /ˈpisə/ /piˈsa/*    | писахме /ˈpisəxmɛ/ /piˈsaxmɛ/*    | писахте /ˈpisəxt̪ɛ/ /piˈsaxt̪ɛ/*    | писаха /ˈpisəxə/ /piˈsaxə/    |

* Изместването на ударението, както е споменато по-горе .
Глаголът режа има ятова гласна, която се редува между я ( /ja/ ) и е ( /ɛ/ ).
| Основна форма | Основа        | Минало свършено                      | Минало свършено                | Минало свършено                | Минало свършено                              | Минало свършено                              | Минало свършено                          |
| Основна форма | Основа        | единствено число                     | единствено число               | единствено число               | множествено число                            | множествено число                            | множествено число                        |
| Основна форма | Основа        | 1-во лице                            | 2-ро лице                      | 3-то лице                      | 1-во лице                                    | 2-ро лице                                    | 3-то лице                                |
| ------------- | ------------- | ------------------------------------ | ------------------------------ | ------------------------------ | -------------------------------------------- | -------------------------------------------- | ---------------------------------------- |
| реж /ˈrɛʒə/   | р еж - /ˈrɛʒ/ | р яз а х /ˈrʲazəx/ р ез а х /rɛˈzax/ | р яз а /ˈrʲazə/ р ез а /rɛˈza/ | р яз а /ˈrʲazə/ р ез а /rɛˈza/ | р яз а хме /ˈrʲazəxmɛ/ р ез а хме /rɛˈzaxmɛ/ | р яз а хте /ˈrʲazəxt̪ɛ/ р ез а хте /rɛˈzaxt̪ɛ/ | р яз а ха /ˈrʲazəxə/ р ез а ха /rɛˈzaxə/ |

Глаголите глождя ( глозгах ), дращя ( драсках ) и пощя ( посках ) са принадлежали към този клас, но сега са напълно преминали към второто спрежение .

##### Пети клас
Този клас използва ят като тематична гласна. Произнася се последователно като я ( /ja/ ) във всички форми. Корените на тези глаголи завършват на съгласна + р ( /r/ ), с изключение на спомагателния глагол ща . Това е най-малкият клас, съдържащ само 6 основни глагола:
але́я, ба́я, бле́я, ва́я, ве́я, зе́я, зна́я *, ка́я се, (на-)кле́я, кре́я, ла́я, ма́я се, наде́я се, неха́я, отча́я се, ре́я се, тра́я, шля́я се
| Основна форма      | Основа            | Минало свършено         | Минало свършено      | Минало свършено      | Минало свършено              | Минало свършено              | Минало свършено            |
| Основна форма      | Основа            | единствено число        | единствено число     | единствено число     | множествено число            | множествено число            | множествено число          |
| Основна форма      | Основа            | 1-во лице               | 2-ро лице            | 3-то лице            | 1-во лице                    | 2-ро лице                    | 3-то лице                  |
| ------------------ | ----------------- | ----------------------- | -------------------- | -------------------- | ---------------------------- | ---------------------------- | -------------------------- |
| спра /sprɤ/        | спр - /spr/       | спр я х /sprʲax/        | спр я /sprʲa/        | спр я /sprʲa/        | спр я хме /ˈsprʲaxmɛ/        | спр я хте /ˈsprʲaxt̪ɛ/        | спр я ха /ˈsprʲaxə/        |
| простра /proˈst̪rɤ/ | простр - /prost̪r/ | простр я х /proˈst̪rʲax/ | простр я /proˈst̪rʲa/ | простр я /proˈst̪rʲa/ | простр я хме /ˈproˈst̪rʲaxmɛ/ | простр я хте /ˈproˈst̪rʲaxt̪ɛ/ | простр я ха /ˈproˈst̪rʲaxə/ |

##### Шести клас
* Глаголите, получени от зная чрез префиксация, принадлежат към седмия клас .
Някои глаголи принадлежат както към този, така и към следващия клас . Напримeр: вея, блея, рея, шляя се и т.н.
| Основна форма | Основа     | Минало свършено            | Минало свършено         | Минало свършено         | Минало свършено                  | Минало свършено                  | Минало свършено              |
| Основна форма | Основа     | единствено число           | единствено число        | единствено число        | множествено число                | множествено число                | множествено число            |
| Основна форма | Основа     | 1-во лице                  | 2-ро лице               | 3-то лице               | 1-во лице                        | 2-ро лице                        | 3-то лице                    |
| ------------- | ---------- | -------------------------- | ----------------------- | ----------------------- | -------------------------------- | -------------------------------- | ---------------------------- |
| зея /ˈzɛjə/   | зе- /zɛ/   | зеях /ˈzɛjəx/ /zɛˈjax/*    | зея /ˈzɛjə/ /zɛˈja/*    | зея /ˈzɛjə/ /zɛˈja/*    | зеяхме /ˈzɛjəxmɛ/ /zɛˈjaxmɛ/*    | зеяхте /ˈzɛjəxt̪ɛ/ /zɛˈjaxt̪ɛ/*    | зеяха /ˈzɛjəxə/ /zɛˈjaxə/    |
| трая /ˈt̪rajə/ | тра- /t̪ra/ | траях /ˈt̪rajəx/ /t̪rɐˈjax/* | трая /ˈt̪rajə/ /t̪rɐˈja/* | трая /ˈt̪rajə/ /t̪rɐˈja/* | траяхме /ˈt̪rajəxmɛ/ /t̪rɐˈjaxmɛ/* | траяхте /ˈt̪rajəxt̪ɛ/ /t̪rɐˈjaxt̪ɛ/* | траяха /ˈt̪rajəxə/ /t̪rɐˈjaxə/ |

* Изместването на ударението, както е споменато по-горе .

##### Седми клас
Тези глаголи не използват тематична гласна. Окончания се добавят директно към основата, която почти винаги завършва на гласна, или а ( /a/ ), я ( /ja/ ), е ( /ɛ/ ), и ( /i/ ), у ( / u/ ) или ю ( /ju/ ). Този клас съдържа над 250 основни глагола, някои от които са:
Основи на /a/ или /ja/ : веща́я, вита́я, влия́я, гада́я, жела́я, (по-)зна́я, игра́я, копа́я, мечта́я, обеща́я, сия́я, скуча́я, четра́я и др.
Основи на /ɛ/ : венче́я, възмъже́я, върше́я, гре́я, дебеле́я, живе́я, ле́я, пе́я, се́я, тъмне́я и др.
Основи на /i/ (само 9 основни глагола) : би́я, ви́я, гни́я, кри́я, ми́я, пи́я, ри́я, три́я, ши́я .
Основи на /u/ или /ju/ (само 6 основни глагола) : (на-)ду́я, плу́я, плю́я, (об-)у́я, (на-)хлу́я, чу́я .
Всички корени, завършващи на /ɛ/, всъщност завършват на старата ятова гласна, която се произнася като я ( /ja/ ) или а ( /a/ ) след /ʒ/, /tʃ/ и /ʃ/ във всички форми за минало свършено време.
| Основна форма     | Основа          | Минало свършено  | Минало свършено  | Минало свършено  | Минало свършено      | Минало свършено      | Минало свършено    |
| Основна форма     | Основа          | единствено число | единствено число | единствено число | множествено число    | множествено число    | множествено число  |
| Основна форма     | Основа          | 1-во лице        | 2-ро лице        | 3-то лице        | 1-во лице            | 2-ро лице            | 3-то лице          |
| ----------------- | --------------- | ---------------- | ---------------- | ---------------- | -------------------- | -------------------- | ------------------ |
| играя /iˈɡrajə/   | игра- /iˈɡra/   | играх /iˈɡrax/   | игра /iˈɡra/     | игра /iˈɡra/     | играхме /iˈɡraxmɛ/   | играхте /iˈɡraxt̪ɛ/   | играха /iˈɡraxə/   |
| пея /ˈpɛjə/       | пе- /ˈpɛ/       | пях /pʲax/       | пя /pʲa/         | пя /pʲa/         | пяхме /ˈpʲaxmɛ/      | пяхте /ˈpʲaxt̪ɛ/      | пяха /ˈpʲaxə/      |
| вършея /vɐrˈʃɛjə/ | върше- /vɐrˈʃɛ/ | вършах /vɐrˈʃax/ | върша /vɐrˈʃa/   | върша /vɐrˈʃa/   | вършахме /vɐrˈʃaxmɛ/ | вършахте /vɐrˈʃaxt̪ɛ/ | вършаха /vɐrˈʃaxə/ |
| пия /ˈpijə/       | пи- /pi/        | пих /pix/        | пи /pi/          | пи /pi/          | пихме /ˈpixmɛ/       | пихте /ˈpixt̪ɛ/       | пиха /ˈpixə/       |
| чуя /ˈtʃujə/      | чу- /tʃu/       | чух /tʃux/       | чу /tʃu/         | чу /tʃu/         | чухме /ˈtʃuxmɛ/      | чухте /ˈtʃuxt̪ɛ/      | чуха /ˈtʃuxə/      |

Глаголи с основа, завършваща на - ем ( /ɛm/ ), също се считат за част от този клас, тъй като не използват тематична гласна. Те са частен случай, тъй като губят м ( /m/ ).
| Основна форма   | Основа          | Минало свършено  | Минало свършено  | Минало свършено  | Минало свършено   | Минало свършено   | Минало свършено   |
| Основна форма   | Основа          | единствено число | единствено число | единствено число | множествено число | множествено число | множествено число |
| Основна форма   | Основа          | 1-во лице        | 2-ро лице        | 3-то лице        | 1-во лице         | 2-ро лице         | 3-то лице         |
| --------------- | --------------- | ---------------- | ---------------- | ---------------- | ----------------- | ----------------- | ----------------- |
| вземам /ˈvzɛmə/ | взе м - /vzɛm/  | взе х /vzɛx/     | взе /vzɛ/        | взе /vzɛ/        | взе хме /ˈvzɛxmɛ/ | взехте /ˈvzɛxt̪ɛ/  | взе ха /ˈvzɛxə/   |
| наема /nɐˈɛmə/  | нае м - /nɐˈɛm/ | нае х /nɐˈɛx/    | нае /nɐˈɛ/       | нае /nɐˈɛ/       | нае хме /nɐˈɛxmɛ/ | нае хте /nɐˈɛxt̪ɛ/ | нае ха /nɐˈɛxə/   |

#### Второ спрежение

##### Първи клас
Тези глаголи използват тематичната гласна и ( /i/ ). Има както основи, завършващи на съгласна, така и основи, завършващи на гласна . По-голямата част от глаголите от второ спрежение принадлежат към този клас.
| Основна форма     | Основа          | Минало свършено                | Минало свършено             | Минало свършено             | Минало свършено                      | Минало свършено                      | Минало свършено                   |
| Основна форма     | Основа          | единствено число               | единствено число            | единствено число            | множествено число                    | множествено число                    | множествено число                 |
| Основна форма     | Основа          | 1-во лице                      | 2-ро лице                   | 3-то лице                   | 1-во лице                            | 2-ро лице                            | 3-то лице                         |
| ----------------- | --------------- | ------------------------------ | --------------------------- | --------------------------- | ------------------------------------ | ------------------------------------ | --------------------------------- |
| платя /pɫɐˈtʲɤ/   | плат- /pɫɐt̪/    | платих /pɫɐˈt̪ix/               | плати /pɫɐˈt̪i/              | плати /pɫɐˈt̪i/              | платихме /pɫɐˈt̪ixmɛ/                 | платихте /pɫɐˈt̪ixt̪ɛ/                 | платиха /pɫɐˈt̪ixə/                |
| говоря /ɡoˈvɔrʲə/ | говор- /ɡoˈvɔɾ/ | говорих /ɡoˈvɔɾix/ /ɡo̝voˈɾix/* | говори /ɡoˈvɔɾi/ /ɡo̝voˈɾi/* | говори /ɡoˈvɔɾi/ /ɡo̝voˈɾi/* | говорихме /ɡoˈvɔɾixmɛ/ /ɡo̝voˈɾixmɛ/* | говорихте /ɡoˈvɔɾixt̪ɛ/ /ɡo̝voˈɾixt̪ɛ/* | говориха /ɡoˈvɔɾixə/ /ɡo̝voˈɾixə/* |
| строя /st̪roˈjɤ/   | стро- /st̪ro/    | строих /st̪roˈix/               | строи /st̪roˈi/              | строи /st̪roˈi/              | строихме /st̪roˈixmɛ/                 | строихте /st̪roˈixt̪ɛ/                 | строиха /st̪roˈixə/                |
| реша /rɛˈʃɤ/      | реш- /rɛʃ/      | реших /rɛˈʃix/                 | реши /rɛˈʃi/                | реши /rɛˈʃi/                | решихме /rɛˈʃixmɛ/                   | решихте /rɛˈʃixt̪ɛ/                   | решиха /rɛˈʃixə/                  |
| движа /ˈd̪viʒə/    | движ- /d̪viʒ/    | движих /ˈd̪viʒix/ /d̪viˈʒix/*    | движи /ˈd̪viʒi/ /d̪viˈʒi/*    | движи /ˈd̪viʒi/ /d̪viˈʒi/*    | движихме /ˈd̪viʒixmɛ/ /d̪viˈʒixmɛ/*    | движихте /ˈd̪viʒixt̪ɛ/ /d̪viˈʒixt̪ɛ/*    | движиха /ˈd̪viʒixə/ /d̪viˈʒixə/*    |

* Изместването на ударението, както е споменато по-горе .

##### Втори клас
Тези глаголи използват старата гласна ят като тематична. Произнася се последователно като я ( /ja/ ) във всички форми. По-голямата част от корените завършват на съгласна (различна от ж /ʒ/, ч /tʃ/ или ш /ʃ/ ), но има няколко завършващи на гласна . Тези глаголи се характеризират с факта, че ударението винаги пада върху тематичната гласна във всички форми, не само в минало свършено време. Този клас съдържа 76 основни глагола.
| Основна форма   | Основа         | Минало свършено      | Минало свършено   | Минало свършено   | Минало свършено          | Минало свършено          | Минало свършено        |
| Основна форма   | Основа         | единствено число     | единствено число  | единствено число  | множествено число        | множествено число        | множествено число      |
| Основна форма   | Основа         | 1-во лице            | 2-ро лице         | 3-то лице         | 1-во лице                | 2-ро лице                | 3-то лице              |
| --------------- | -------------- | -------------------- | ----------------- | ----------------- | ------------------------ | ------------------------ | ---------------------- |
| вървя /vɐrˈvʲɤ/ | вървя - /vɐrv/ | вървя я х /vɐrˈvʲax/ | вървя я /vɐrˈvʲa/ | вървя я /vɐrˈvʲa/ | вървя я хме /vɐrˈvʲaxmɛ/ | вървя я хте /vɐrˈvʲaxt̪ɛ/ | вървя я ха /vɐrˈvʲaxə/ |
| стоя /st̪oˈjɤ/   | сто - /st̪o/    | сто я х /st̪oˈjax/    | сто я /st̪oˈja/    | сто я /st̪oˈja/    | сто я хме /st̪oˈjaxmɛ/    | сто я хте /st̪oˈjaxt̪ɛ/    | сто я ха /st̪oˈjaxə/    |

##### Трети клас
Тези глаголи използват гласната а ( /a/ ) като тематична и основата им винаги завършва на ж /ʒ/ или ч /tʃ/ . Ударението винаги е върху тематичната гласна във всички форми, точно както в предишния клас . Класът съдържа 27 основни глагола:
| Основна форма  | Основа         | Минало свършено     | Минало свършено  | Минало свършено  | Минало свършено         | Минало свършено         | Минало свършено       |
| Основна форма  | Основа         | единствено число    | единствено число | единствено число | множествено число       | множествено число       | множествено число     |
| Основна форма  | Основа         | 1-во лице           | 2-ро лице        | 3-то лице        | 1-во лице               | 2-ро лице               | 3-то лице             |
| -------------- | -------------- | ------------------- | ---------------- | ---------------- | ----------------------- | ----------------------- | --------------------- |
| лежа /lɛˈʒɤ/   | леж - /lɛʒ/    | леж а х /lɛˈʒax/    | леж а /lɛˈʒa/    | леж а /lɛˈʒa/    | леж а хме /lɛˈʒaxmɛ/    | леж а хте /lɛˈʒaxt̪ɛ/    | леж а ха /lɛˈʒaxɐ/    |
| мълч /mɐɫˈtʃɤ/ | мълч - /mɐɫtʃ/ | мълч а х /mɐɫˈtʃax/ | мълч а /mɐɫˈtʃa/ | мълч а /mɐɫˈtʃa/ | мълч а хме /mɐɫˈtʃaxmɛ/ | мълч а хте /mɐɫˈtʃaxt̪ɛ/ | мълч а ха /mɐɫˈtʃaxɐ/ |

Всички глаголи се спрягат по един и същи начин ( без тематична гласна, просто чрез добавяне на личните окончания директно към основата ), въпреки това българските граматики ги разделят на два класа, в зависимост от крайната гласна на основата.

#### Трето спрежение

##### Първи клас
Това са глаголи с основа, завършваща на а ( /a/ ). По-голямата част от глаголите от трето спрежение принадлежат към този клас.
| Основна форма    | Основа          | Минало свършено             | Минало свършено          | Минало свършено          | Минало свършено                   | Минало свършено                   | Минало свършено                |
| Основна форма    | Основа          | единствено число            | единствено число         | единствено число         | множествено число                 | множествено число                 | множествено число              |
| Основна форма    | Основа          | 1-во лице                   | 2-ро лице                | 3-то лице                | 1-во лице                         | 2-ро лице                         | 3-то лице                      |
| ---------------- | --------------- | --------------------------- | ------------------------ | ------------------------ | --------------------------------- | --------------------------------- | ------------------------------ |
| гледам /ˈɡlɛd̪əm/ | гледа- /ˈɡlɛd̪ə/ | гледах /ˈɡlɛd̪əx/ /ɡlɛˈd̪ax/* | гледа /ˈɡlɛd̪ə/ /ɡlɛˈd̪a/* | гледа /ˈɡlɛd̪ə/ /ɡlɛˈd̪a/* | гледахме /ˈɡlɛd̪əxmɛ/ /ɡlɛˈd̪axmɛ/* | гледахте /ˈɡlɛd̪əxt̪ɛ/ /ɡlɛˈd̪axt̪ɛ/* | гледаха /ˈɡlɛd̪əxə/ /ɡlɛˈd̪axə/* |
| искам /ˈiskəm/   | иска- /ˈiskə/   | исках /ˈiskəx/ /isˈkax/*    | иска /ˈiskə/ /isˈka/*    | иска /ˈiskə/ /isˈka/*    | искахме /ˈiskəxmɛ/ /isˈkaxmɛ/*    | искахте /ˈiskəxt̪ɛ/ /isˈkaxt̪ɛ/*    | искаха /ˈiskəxə/ /isˈkaxə/*    |

* Изменение на ударението, както е споменато по-горе .

##### Втори клас
Основите на тези глаголи завършват на я ( /ja/ ). Този клас е много по-малък в сравнение с първи клас .
| Основна форма        | Основа              | Минало свършено                    | Минало свършено                 | Минало свършено                 | Минало свършено                          | Минало свършено                          | Минало свършено                       |
| Основна форма        | Основа              | единствено число                   | единствено число                | единствено число                | множествено число                        | множествено число                        | множествено число                     |
| Основна форма        | Основа              | 1-во лице                          | 2-ро лице                       | 3-то лице                       | 1-во лице                                | 2-ро лице                                | 3-то лице                             |
| -------------------- | ------------------- | ---------------------------------- | ------------------------------- | ------------------------------- | ---------------------------------------- | ---------------------------------------- | ------------------------------------- |
| вечерям /vɛˈtʃɛrʲəm/ | вечеря- /vɛˈtʃɛrʲə/ | вечерях /vɛˈtʃɛrʲəx/ /vɛtʃɛˈrʲax/* | вечеря /vɛˈtʃɛrʲə/ /vɛtʃɛˈrʲa/* | вечеря /vɛˈtʃɛrʲə/ /vɛtʃɛˈrʲa/* | вечеряхме /vɛˈtʃɛrʲəxmɛ/ /vɛtʃɛˈrʲaxmɛ/* | вечеряхте /vɛˈtʃɛrʲəxt̪ɛ/ /vɛtʃɛˈrʲaxt̪ɛ/* | вечеряха /vɛˈtʃɛrʲəxə/ /vɛtʃɛˈrʲaxə/* |
| стрелям /ˈst̪rɛlʲəm/  | стреля- /ˈst̪rɛlʲə/  | стрелях /ˈst̪rɛlʲəx/ /st̪rɛˈlʲax/*   | стреля /ˈst̪rɛlʲə/ /st̪rɛˈlʲa/*   | стреля /ˈst̪rɛlʲə/ /st̪rɛˈlʲa/*   | стреляхме /ˈst̪rɛlʲəxmɛ/ /st̪rɛˈlʲaxmɛ/*   | стреляхте /ˈst̪rɛlʲəxt̪ɛ/ /st̪rɛˈlʲaxt̪ɛ/*   | стреляха /ˈst̪rɛlʲəxə/ /st̪rɛˈlʲaxə/*   |

* Изместването на ударението, както е обяснено по-горе .

### Повелително наклонение (Императив)
Прости форми за повелително наклонение съществуват само за второ лице. Останалите лица използват сложни форми с помощта на частиците "да" и "нека". Почти всички правилни глаголи, независимо от спрежението, образуват повелително наклонение по един и същи начин:
- Глаголите с основа, завършваща на гласна (които включват всички глаголи от трето спрежение), използват тематичната (полу)гласна й ( /j/ ) между основата и личните окончания . Тези глаголи обикновено нямат изместване на ударението, те запазват ударението на същото място като в сегашно време, освен ако не е върху тематичната гласна, в който случай се премества върху предходната сричка, тъй като /j/ не е гласна и не може да бъде ударена.
- Глаголите с основа, завършваща на съгласна, използват тематичните гласни и ( /i/ ) в единствено число и е ( /ɛ/ ) в множествено число. Ударението винаги е върху тематичната гласна.

| Спрежение | Основна форма       | Основа              | Повелително наклонение | Повелително наклонение    |
| Спрежение | Основна форма       | Основа              | Второ лице             | Второ лице                |
| Спрежение | Основна форма       | Основа              | единствено число       | множествено число         |
| --------- | ------------------- | ------------------- | ---------------------- | ------------------------- |
| Първо     | пиша /ˈpiʃə/        | пиш - /piʃ/         | пиш и /piˈʃi/          | пиш е те /piˈʃɛt̪ɛ/        |
| Първо     | пея /ˈpɛjə/         | пе - /pɛ/           | пе й /pɛj/             | пе й те /ˈpɛjt̪ɛ/          |
| Второ     | говоря /ɡoˈvɔrʲə/   | говор - /ɡoˈvɔr/    | говор и /ɡo̝voˈri/      | говор е те /ɡo̝voˈrɛt̪ɛ/    |
| Второ     | стоя /st̪oˈjɤ/       | сто - /st̪o/         | сто й /st̪ɔj/           | сто й те /ˈst̪ɔjt̪ɛ/        |
| Трето     | искам /ˈiskəm/      | иска - /ˈiskə/      | иска й /ˈiskəj/        | иска й те /ˈiskəjt̪ɛ/      |
| Трето     | стрелям /ˈstrɛlʲəm/ | стреля - /ˈstrɛlʲə/ | стреля й /ˈstrɛlʲəj/   | стреля й те /ˈstrɛlʲəjt̪ɛ/ |

Някои глаголи, най-вече с основа, завършваща на з ( /z/ ), и няколко други често използвани, използват само голата основа без тематична гласна:
| Основна форма   | Основа           | Повелително наклонение | Повелително наклонение |
| Основна форма   | Основа           | Второ лице             | Второ лице             |
| Основна форма   | Основа           | единствено число       | множествено число      |
| --------------- | ---------------- | ---------------------- | ---------------------- |
| вляза /ˈvlʲazə/ | вл я з - /vlʲaz/ | вл е з* /vlɛs/         | вл е з те * /ˈvlɛst̪ɛ/  |
| държа /d̪ɐrˈʒɤ/  | д ър ж - /d̪ɐrʒ/  | д ръ ж /d̪rɤʃ/          | д ръ ж те /ˈd̪rɤʃt̪ɛ/    |

* Ятовата гласна преминава в е ( /ɛ/ ).

## Нелични глаголни форми

### Сегашно деятелно причастие
Само глаголите от несвършен вид могат да образуват сегашно деятелно причастие. Образува се от първо лице, единствено число, минало несвършено време на глагола, като се премахне крайното х ( /x/ ) и се добави щ ( /ʃt̪/ ). Скланя се като обикновено прилагателно (вижте окончанията). Въпреки че глаголите от 1во и 2ро спрежение използват Ят като тематична гласна, във формите на сегашното деятелно причастия не се наблюдава променливо Я.
| 1во лице, единствено, число, минало несвършено | Сегашно деятелно причастие        | Сегашно деятелно причастие            | Сегашно деятелно причастие            | Сегашно деятелно причастие             | Сегашно деятелно причастие                       | Сегашно деятелно причастие                   | Сегашно деятелно причастие                    | Сегашно деятелно причастие                    | Сегашно деятелно причастие                     |
| 1во лице, единствено, число, минало несвършено | Без определителен член            | Без определителен член                | Без определителен член                | Без определителен член                 | С определителен член                             | С определителен член                         | С определителен член                          | С определителен член                          | С определителен член                           |
| 1во лице, единствено, число, минало несвършено | Мъжки род                         | Женски род                            | Среден род                            | Множествено число                      | Мъжки род пълен член                             | Мъжки род кратък член                        | Женски род                                    | Среден род                                    | Множествено число                              |
| ---------------------------------------------- | --------------------------------- | ------------------------------------- | ------------------------------------- | -------------------------------------- | ------------------------------------------------ | -------------------------------------------- | --------------------------------------------- | --------------------------------------------- | ---------------------------------------------- |
| четях /tʃɛˈt̪ʲax/                               | четящ /tʃɛˈt̪ʲaʃt̪/                 | четяща /tʃɛˈt̪ʲaʃt̪ə/                   | четящо /tʃɛˈt̪ʲaʃt̪o̝/                   | четящи* /tʃɛˈt̪ʲaʃt̪i/                   | четящият* /tʃɛˈt̪ʲaʃt̪ijət̪/                        | четящия* /tʃɛˈt̪ʲaʃt̪ijə/                      | четящата /tʃɛˈt̪ʲaʃt̪ət̪ə/                       | четящото /tʃɛˈt̪ʲaʃt̪o̝t̪o̝/                       | четящите* /tʃɛˈt̪ʲaʃt̪it̪ɛ/                       |
| говорех /ɡoˈvɔrɛx/                             | говорещ /ɡoˈvɔrɛʃt̪/               | говореща /ɡoˈvɔrɛʃt̪ə/                 | говорещо /ɡoˈvɔrɛʃt̪o̝/                 | говорещи /ɡoˈvɔrɛʃt̪i/                  | говорещият /ɡoˈvɔrɛʃt̪ijət̪/                       | говорещия /ɡoˈvɔrɛʃt̪ijə/                     | говорещата /ɡoˈvɔrɛʃt̪ət̪ə/                     | говорещото /ɡoˈvɔrɛʃt̪o̝t̪o̝/                     | говорещите /ɡoˈvɔrɛʃt̪it̪ɛ/                      |
| печах /pɛˈtʃax/ печех /pɛˈtʃɛx/                | печащ /pɛˈtʃaʃt̪/ печещ /pɛˈtʃɛʃt̪/ | печаща /pɛˈtʃaʃt̪ə/ печеща /pɛˈtʃɛʃt̪ə/ | печащо /pɛˈtʃaʃt̪o̝/ печещо /pɛˈtʃɛʃt̪o̝/ | печащи* /pɛˈtʃaʃt̪i/ печещи /pɛˈtʃɛʃt̪i/ | печащият* /pɛˈtʃaʃt̪ijət̪/ печещият /pɛˈtʃɛʃt̪ijət̪/ | печащия* /pɛˈtʃaʃt̪ijə/ печещия /pɛˈtʃɛʃt̪ijə/ | печащата /pɛˈtʃaʃt̪ət̪ə/ печещата /pɛˈtʃɛʃt̪ət̪ə/ | печащото /pɛˈtʃaʃt̪o̝t̪o̝/ печещото /pɛˈtʃɛʃt̪o̝t̪o̝/ | печащите* /pɛˈtʃaʃt̪it̪ɛ/ печещите /pɛˈtʃɛʃt̪it̪ɛ/ |
| исках /ˈiskəx/                                 | искащ /ˈiskəʃt̪/                   | искаща /ˈiskəʃt̪ə/                     | искащо /ˈiskəʃt̪o̝/                     | искащи /ˈiskəʃt̪i/                      | искащият /ˈiskəʃt̪ijət̪/                           | искащия /ˈiskəʃt̪ijə/                         | искащата /ˈiskəʃt̪ət̪ə/                         | искащото /ˈiskəʃt̪o̝t̪o̝/                         | искащите /ˈiskəʃt̪it̪ɛ/                          |

* Въпреки че ятовата гласна е последвана от сричка, съдържаща и ( /i/ ), тя не се произнася като е ( /ɛ/ ).

### Минало несвършено деятелно причастие
Образува се от формата за първо лице, единствено число, минало свършено време на глагола, като се премахва крайното х ( /x/ ) и се добавя л ( /ɫ/ ), след което се склонява като прилагателно (вижте окончанията ) . Само глаголите от първия клас на първото спрежение го образуват малко по-различно: тематичната гласна о ( /o̝/ ) се премахва и л ( /ɫ/ ) се добавя директно към основата с някои допълнителни промени, а именно:
- Основите, завършващи на д ( /d̪/ ) и т ( /t̪/ ), ги губят;
- Основите, завършващи на с ( /s/ ), з ( /z/ ) и к ( /k/ ) имат епентетично ъ ( /ə/ ) между основата и л ( /ɫ/ ) в неопределена форма за мъжки род (то отсъства във всички останали форми).

Минало свършено деятелно причастие запазва ударението на минало свършено време, без значение дали е изместено или не.
| Спрежение | Клас | 1во лице, единствено, число, минало свършено | Сегашно деятелно причастие      | Сегашно деятелно причастие         | Сегашно деятелно причастие         | Сегашно деятелно причастие         | Сегашно деятелно причастие                 | Сегашно деятелно причастие              | Сегашно деятелно причастие               | Сегашно деятелно причастие               | Сегашно деятелно причастие               |
| Спрежение | Клас | 1во лице, единствено, число, минало свършено | Без определителен член          | Без определителен член             | Без определителен член             | Без определителен член             | С определителен член                       | С определителен член                    | С определителен член                     | С определителен член                     | С определителен член                     |
| Спрежение | Клас | 1во лице, единствено, число, минало свършено | Мъжки род                       | Женски род                         | Среден род                         | Множествено число                  | Мъжки род пълен член                       | Мъжки род кратък член                   | Женски род                               | Среден род                               | Множествено число                        |
| --------- | ---- | -------------------------------------------- | ------------------------------- | ---------------------------------- | ---------------------------------- | ---------------------------------- | ------------------------------------------ | --------------------------------------- | ---------------------------------------- | ---------------------------------------- | ---------------------------------------- |
| Първо     | 1ви  | четох /ˈtʃɛt̪o̝x/                              | чел /tʃɛɫ/                      | чела /ˈtʃɛɫə/                      | чело /ˈtʃɛɫo̝/                      | чели /ˈtʃɛli/                      | челият /ˈtʃɛlijət̪/                         | челия /ˈtʃɛlijə/                        | челата /ˈtʃɛɫət̪ə/                        | челото /ˈtʃɛɫo̝t̪o̝/                        | челите /ˈtʃɛlit̪ɛ/                        |
| Първо     | 1ви  | тресох /ˈt̪rɛso̝x/                             | тресъл /ˈt̪rɛsəɫ/                | тресла /ˈt̪rɛsɫə/                   | тресло /ˈt̪rɛsɫo̝/                   | тресли /ˈt̪rɛsli/                   | треслият /ˈt̪rɛslijət̪/                      | треслия /ˈt̪rɛslijə/                     | треслата /ˈt̪rɛsɫət̪ə/                     | треслото /ˈt̪rɛsɫo̝t̪o̝/                     | треслите /ˈt̪rɛslit̪ɛ/                     |
| Първо     | 1ви  | сякох /ˈsʲako̝x/                              | сякъл /ˈsʲakəɫ/                 | сякла /ˈsʲakɫə/                    | сякло /ˈsʲakɫo̝/                    | секли1 /ˈsɛkli/                    | секлият1 /ˈsɛklijət̪/                       | секлия1 /ˈsɛklijə/                      | сяклата /ˈsʲakɫət̪ə/                      | сяклото /ˈsʲakɫo̝t̪o̝/                      | секлите1 /ˈsɛklit̪ɛ/                      |
| Първо     | 2ри  | легнах /ˈlɛɡnəx/ /lɛɡˈnax/                   | легнал /ˈlɛɡnəɫ/ /lɛɡˈnaɫ/      | легнала /ˈlɛɡnəɫə/ /lɛɡˈnaɫə/      | легнало /ˈlɛɡnəɫo̝/ /lɛɡˈnaɫo̝/      | легнали /ˈlɛɡnəli/ /lɛɡˈnali/      | легналият /ˈlɛɡnəlijət̪/ /lɛɡˈnalijət̪/      | легналия /ˈlɛɡnəlijə/ /lɛɡˈnalijə/      | легналата /ˈlɛɡnəɫət̪ə/ /lɛɡˈnaɫət̪ə/      | легналото /ˈlɛɡnəɫo̝t̪o̝/ /lɛɡˈnaɫo̝t̪o̝/      | легналите /ˈlɛɡnəlit̪ɛ/ /lɛɡˈnalit̪ɛ/      |
| Първо     | 3ти  | къпах /ˈkɤpəx/ /kɐˈpax/                      | къпал /ˈkɤpəɫ/ /kɐˈpaɫ/         | къпала /ˈkɤpəɫə/ /kɐˈpaɫə/         | къпало /ˈkɤpəɫo̝/ /kɐˈpaɫo̝/         | къпали /ˈkɤpəli/ /kɐˈpali/         | къпалият /ˈkɤpəlijət̪/ /kɐˈpalijət̪/         | къпалия /ˈkɤpəlijə/ /kɐˈpalijə/         | къпалата /ˈkɤpəɫət̪ə/ /kɐˈpaɫət̪ə/         | къпалото /ˈkɤpəɫo̝t̪o̝/ /kɐˈpaɫo̝t̪o̝/         | къпалите /ˈkɤpəlit̪ɛ/ /kɐˈpalit̪ɛ/         |
| Първо     | 4ти  | казах /ˈkazəx/ /kɐˈzax/                      | казал /ˈkazəɫ/ /kɐˈzaɫ/         | казала /ˈkazəɫə/ /kɐˈzaɫə/         | казало /ˈkazəɫo̝/ /kɐˈzaɫo̝/         | казали /ˈkazəli/ /kɐˈzali/         | казалият /ˈkazəlijət̪/ /kɐˈzalijət̪/         | казалия /ˈkazəlijə/ /kɐˈzalijə/         | казалата /ˈkazəɫət̪ə/ /kɐˈzaɫət̪ə/         | казалото /ˈkazəɫo̝t̪o̝/ /kɐˈzaɫo̝t̪o̝/         | казалите /ˈkazəlit̪ɛ/ /kɐˈzalit̪ɛ/         |
| Първо     | 5ти  | спрях /sprʲax/                               | спрял /sprʲaɫ/                  | спряла /ˈsprʲaɫə/                  | спряло /ˈsprʲaɫo̝/                  | спрели1 /ˈsprɛli/                  | спрелият1 /ˈsprɛlijət̪/                     | спрелия1 /ˈsprɛlijə/                    | спрялата /ˈsprʲaɫət̪ə/                    | спрялото /ˈsprʲaɫo̝t̪o̝/                    | спрелите1 /ˈsprɛlit̪ɛ/                    |
| Първо     | 6ти  | траях /ˈt̪rajəx/ /t̪rɐˈjax/                    | траял /ˈt̪rajəɫ/ /t̪rɐˈjaɫ/       | траяла /ˈt̪rajəɫə/ /t̪rɐˈjaɫə/       | траяло /ˈt̪rajəɫo̝/ /t̪rɐˈjaɫo̝/       | траяли /ˈt̪rajəli/ /t̪rɐˈjali/       | траялият /ˈt̪rajəlijət̪/ /t̪rɐˈjalijət̪/       | траялия /ˈt̪rajəlijə/ /t̪rɐˈjalijə/       | траялата /ˈt̪rajəɫət̪ə/ /t̪rɐˈjaɫət̪ə/       | траялото /ˈt̪rajəɫo̝t̪o̝/ /t̪rɐˈjaɫo̝t̪o̝/       | траялите /ˈt̪rajəlit̪ɛ/ /t̪rɐˈjalit̪ɛ/       |
| Първо     | 7ми  | играх /iˈɡrax/                               | играл /iˈɡraɫ/                  | играла /iˈɡraɫə/                   | играло /iˈɡraɫo̝/                   | играли /iˈɡrali/                   | игралият /iˈɡralijət̪/                      | игралия /iˈɡralijə/                     | игралата /iˈɡraɫət̪ə/                     | игралото /iˈɡraɫo̝t̪o̝/                     | игралите /iˈɡralit̪ɛ/                     |
| Първо     | 7ми  | пях /pʲax/                                   | пял /pʲaɫ/                      | пяла /ˈpʲaɫə/                      | пяло /ˈpʲaɫo̝/                      | пели1 /ˈpɛli/                      | пелият1 /ˈpɛlijət̪/                         | пелия1 /ˈpɛlijə/                        | пялата /ˈpʲaɫət̪ə/                        | пялото /ˈpʲaɫo̝t̪o̝/                        | пелите1 /ˈpɛlit̪ɛ/                        |
| Първо     | 7ми  | вършах /vɐrˈʃax/                             | вършал /vɐrˈʃaɫ/                | вършала /vɐrˈʃaɫə/                 | вършало /vɐrˈʃaɫo̝/                 | вършали2 /vɐrˈʃali/                | вършалият2 /vɐrˈʃalijət̪/                   | вършалия2 /vɐrˈʃalijə/                  | вършалата /vɐrˈʃaɫət̪ə/                   | вършалото /vɐrˈʃaɫo̝t̪o̝/                   | вършалите2 /vɐrˈʃalit̪ɛ/                  |
| Второ     | 1ви  | говорих /ɡoˈvɔɾix/ /ɡo̝voˈɾix/                | говорил /ɡoˈvɔɾiɫ/ /ɡo̝voˈɾiɫ/   | говорила /ɡoˈvɔɾiɫə/ /ɡo̝voˈɾiɫə/   | говорило /ɡoˈvɔɾiɫo̝/ /ɡo̝voˈɾiɫo̝/   | говорили /ɡoˈvɔɾili/ /ɡo̝voˈɾili/   | говорилият /ɡoˈvɔɾilijət̪/ /ɡo̝voˈɾilijət̪/   | говорилия /ɡoˈvɔɾilijə/ /ɡo̝voˈɾilijə/   | говорилата /ɡoˈvɔɾiɫət̪ə/ /ɡo̝voˈɾiɫət̪ə/   | говорилото /ɡoˈvɔɾiɫo̝t̪o̝/ /ɡo̝voˈɾiɫo̝t̪o̝/   | говорилите /ɡoˈvɔɾilit̪ɛ/ /ɡo̝voˈɾilit̪ɛ/   |
| Второ     | 2ри  | вървях /vɐrˈvʲax/                            | вървял /vɐrˈvʲaɫ/               | вървяла /vɐrˈvʲaɫə/                | вървяло /vɐrˈvʲaɫo̝/                | вървели1 /vɐrˈvɛli/                | вървелият1 /vɐrˈvɛlijət̪/                   | вървелия1 /vɐrˈvɛlijə/                  | вървялата /vɐrˈvʲaɫət̪ə/                  | вървялото /vɐrˈvʲaɫo̝t̪o̝/                  | вървелите1 /vɐrˈvɛlit̪ɛ/                  |
| Второ     | 3ти  | лежах /lɛˈʒax/                               | лежал /lɛˈʒaɫ/                  | лежала /lɛˈʒaɫə/                   | лежало /lɛˈʒaɫo̝/                   | лежали /lɛˈʒali/                   | лежалият /lɛˈʒalijət̪/                      | лежалия /lɛˈʒalijə/                     | лежалата /lɛˈʒaɫət̪ə/                     | лежалото /lɛˈʒaɫo̝t̪o̝/                     | лежалите /lɛˈʒalit̪ɛ/                     |
| Трето     | 1ви  | исках /ˈiskəx/ /isˈkax/                      | искал /ˈiskəɫ/ /isˈkaɫ/         | искала /ˈiskəɫə/ /isˈkaɫə/         | искало /ˈiskəɫo̝/ /isˈkaɫo̝/         | искали /ˈiskəli/ /isˈkali/         | искалият /ˈiskəlijət̪/ /isˈkalijət̪/         | искалия /ˈiskəlijə/ /isˈkalijə/         | искалата /ˈiskəɫət̪ə/ /isˈkaɫət̪ə/         | искалото /ˈiskəɫo̝t̪o̝/ /isˈkaɫo̝t̪o̝/         | искалите /ˈiskəlit̪ɛ/ /isˈkalit̪ɛ/         |
| Трето     | 2ри  | стрелях /ˈst̪rɛlʲəx/ /st̪rɛˈlʲax/              | стрелял /ˈst̪rɛlʲəɫ/ /st̪rɛˈlʲaɫ/ | стреляла /ˈst̪rɛlʲəɫə/ /st̪rɛˈlʲaɫə/ | стреляло /ˈst̪rɛlʲəɫo̝/ /st̪rɛˈlʲaɫo̝/ | стреляли /ˈst̪rɛlʲəli/ /st̪rɛˈlʲali/ | стрелялият /ˈst̪rɛlʲəlijət̪/ /st̪rɛˈlʲalijət̪/ | стрелялия /ˈst̪rɛlʲəlijə/ /st̪rɛˈlʲalijə/ | стрелялата /ˈst̪rɛlʲəɫət̪ə/ /st̪rɛˈlʲaɫət̪ə/ | стрелялото /ˈst̪rɛlʲəɫo̝t̪o̝/ /st̪rɛˈlʲaɫo̝t̪o̝/ | стрелялите /ˈst̪rɛlʲəlit̪ɛ/ /st̪rɛˈlʲalit̪ɛ/ |

1 Тъй като ятовата гласна е следвана от сричка, съдържаща и ( /i/ ), тя се произнася като е ( /ɛ/ ).
1 Тъй като ятовата гласна е пследвана от сричка, съдържаща и ( /i/ ), тя се произнася като е ( /ɛ/ ).
Образува се от формата за първо лице, единствено число, миналонесвършено време на глагола, като се премахне крайното х ( /x/ ) и се добави л ( /ɫ/ ). Скланя се като обикновено прилагателно, но не може да се членуева, тъй като никога не се използва като истинско прилагателно, т.е. да пояснява съществителни, а само в определени глаголни форми.
| 1во лице, единствено число, минало несвършено време | Минало несвършено деятелно причастие | Минало несвършено деятелно причастие | Минало несвършено деятелно причастие | Минало несвършено деятелно причастие |
| 1во лице, единствено число, минало несвършено време | Мъжки род                            | Женски род                           | Среден род                           | Множествено число                    |
| --------------------------------------------------- | ------------------------------------ | ------------------------------------ | ------------------------------------ | ------------------------------------ |
| четях /tʃɛˈt̪ʲax/                                    | четял /tʃɛˈt̪ʲaɫ/                     | четяла /tʃɛˈt̪ʲaɫə/                   | четяло /tʃɛˈt̪ʲaɫo̝/                   | четели1 /tʃɛˈt̪ɛli/                   |
| говорех /ɡoˈvɔrɛx/                                  | говорел /ɡoˈvɔrɛɫ/                   | говорела /ɡoˈvɔrɛɫə/                 | говорело /ɡoˈvɔrɛɫo̝/                 | говорели /ɡoˈvɔrɛli/                 |
| печах /pɛˈtʃax/ печех /pɛˈtʃɛx/                     | печал /pɛˈtʃaɫ/ печел /pɛˈtʃɛɫ/      | печала /pɛˈtʃaɫə/ печела /pɛˈtʃɛɫə/  | печало /pɛˈtʃaɫo̝/ печело /pɛˈtʃɛɫo̝/  | печали2 /pɛˈtʃali/ печели /pɛˈtʃɛli/ |
| исках /ˈiskəx/                                      | искал /ˈiskəɫ/                       | искала /ˈiskəɫə/                     | искало /ˈiskəɫo̝/                     | искали /ˈiskəli/                     |

3 Тъй като ятовата гласна е пследвана от сричка, съдържаща и ( /i/ ), тя се произнася като е ( /ɛ/ ).
3 Тъй като ятовата гласна е пследвана от сричка, съдържаща и ( /i/ ), тя се произнася като е ( /ɛ/ ).

### Минало страдателно причастие
Само преходните глаголи могат да образуват минало страдателно причастие . Образува се от формата за първо лице, единствено число, минало свършено време на глагола, като се премахва крайното х ( /x/ ) и се добавя н ( /n/ ) или т ( /t̪/ ), след което се скланя като прилагателно (вижте окончанията ). Глаголите от първи клас на първо спрежение и първи клас на второ спрежение променят тематичната си гласна на е ( /ɛ/ ).
По-голямата част от глаголите използват окончанието н ( /n/ ), само някои глаголи от първо спрежение използват т ( /t̪/ ), а именно всички глаголи с основа, завършваща на н ( /n/ ) от втори клас, и някои глаголи от седми клас (всички корени завършват на /i/, /u/, /ju/, /ɛm/ и няколко други). Някои глаголи от седми клас могат да използват и двете окончания.
Въпреки че минало страдателно причастие се образува от минало свършено време, то няма изместване на ударението: то винаги се запазва на същото място като в сегашното време, с изключение на глаголите от първо спрежение от първи клас и принадлежалите в него глаголи греба и гриза.
| Спрежение | Клас | 1во лице, единствено, число, минало свършено | Сегашно деятелно причастие | Сегашно деятелно причастие    | Сегашно деятелно причастие          | Сегашно деятелно причастие              | Сегашно деятелно причастие              | Сегашно деятелно причастие              | Сегашно деятелно причастие                        | Сегашно деятелно причастие                    | Сегашно деятелно причастие                      |                                                 |                                                 |
| Спрежение | Клас | 1во лице, единствено, число, минало свършено | Без определителен член     | Без определителен член        | Без определителен член              | Без определителен член                  | С определителен член                    | С определителен член                    | С определителен член                              | С определителен член                          | С определителен член                            |                                                 |                                                 |
| Спрежение | Клас | 1во лице, единствено, число, минало свършено | Мъжки род                  | Женски род                    | Среден род                          | Множествено число                       | Мъжки род пълен член                    | Мъжки род кратък член                   | Женски род                                        | Среден род                                    | Множествено число                               | Neuter                                          | Plural                                          |
| --------- | ---- | -------------------------------------------- | -------------------------- | ----------------------------- | ----------------------------------- | --------------------------------------- | --------------------------------------- | --------------------------------------- | ------------------------------------------------- | --------------------------------------------- | ----------------------------------------------- | ----------------------------------------------- | ----------------------------------------------- |
| Първо     | 1ви  | чета /tʃɛˈt̪ɤ/                                | чет- /tʃɛt̪/                | четох /ˈtʃɛt̪o̝x/               | четен1 /ˈtʃɛt̪ɛn/                    | четена1 /ˈtʃɛt̪ɛnə/                      | четено1 /ˈtʃɛt̪ɛno̝/                      | четени1 /ˈtʃɛt̪ɛni/                      | четеният1 /ˈtʃɛt̪ɛnijət̪/                           | четения1 /ˈtʃɛt̪ɛnijə/                         | четената1 /ˈtʃɛt̪ɛnət̪ə/                          | четеното1 /ˈtʃɛt̪ɛno̝t̪o̝/                          | четените1 /ˈtʃɛt̪ɛnit̪ɛ/                          |
| Първо     | 1ви  | пека /pɛˈkɤ/                                 | пек- /pɛk/                 | пекох /ˈpɛko̝x/                | печен1,2 /ˈpɛtʃɛn/                  | печена1,2 /ˈpɛtʃɛnə/                    | печено1,2 /ˈpɛtʃɛno̝/                    | печени1,2 /ˈpɛtʃɛni/                    | печеният1,2 /ˈpɛtʃɛnijət̪/                         | печения1,2 /ˈpɛtʃɛnijə/                       | печената1,2 /ˈpɛtʃɛnət̪ə/                        | печеното1,2 /ˈpɛtʃɛno̝t̪o̝/                        | печените1,2 /ˈpɛtʃɛnit̪ɛ/                        |
| Първо     | 1ви  | сека /sɛˈkɤ/                                 | сек- /sɛk/                 | сякох /ˈsʲako̝x/               | сечен1,2,3 /ˈsɛtʃɛn/                | сечена1,2,3 /ˈsɛtʃɛnə/                  | сечено1,2,3 /ˈsɛtʃɛno̝/                  | сечени1,2,3 /ˈsɛtʃɛni/                  | сеченият1,2,3 /ˈsɛtʃɛnijət̪/                       | сечения1,2,3 /ˈsɛtʃɛnijə/                     | сечената1,2,3 /ˈsɛtʃɛnət̪ə/                      | сеченото1,2,3 /ˈsɛtʃɛno̝t̪o̝/                      | сечените1,2,3 /ˈsɛtʃɛnit̪ɛ/                      |
| Първо     | 2ри  | бръсна /ˈbrɤsnə/                             | бръсн- /ˈbrɤsn/            | бръснах /ˈbrɤsnəx/ /brɐsˈnax/ | бръснат /ˈbrɤsnət̪/4                 | бръсната /ˈbrɤsnət̪ə/4                   | бръснато /ˈbrɤsnət̪o̝/4                   | бръснати /ˈbrɤsnət̪i/4                   | бръснатият /ˈbrɤsnət̪ijət̪/4                        | бръснатия /ˈbrɤsnət̪ijə/4                      | бръснатата /ˈbrɤsnət̪ət̪ə/4                       | бръснатото /ˈbrɤsnət̪o̝t̪o̝/4                       | бръснатите /ˈbrɤsnət̪it̪ɛ/4                       |
| Първо     | 2ри  | кова /koˈvɤ/                                 | ков- /kov/                 | ковах /koˈvax/                | кован /koˈvan/                      | кована /koˈvanə/                        | ковано /koˈvano̝/                        | ковани /koˈvani/                        | кованият /koˈvanijət̪/                             | кования /koˈvanijə/                           | кованата /koˈvanət̪ə/                            | кованото /koˈvano̝t̪o̝/                            | кованите /koˈvanit̪ɛ/                            |
| Първо     | 3ти  | къпя /ˈkɤpʲə/                                | къп- /ˈkɤp/                | къпах /ˈkɤpəx/ /kɐˈpax/       | къпан /ˈkɤpən/4                     | къпана /ˈkɤpənə/4                       | къпано /ˈkɤpəno̝/4                       | къпани /ˈkɤpəni/4                       | къпаният /ˈkɤpənijət̪/4                            | къпания /ˈkɤpənijə/4                          | къпаната /ˈkɤpənət̪ə/4                           | къпаното /ˈkɤpəno̝t̪o̝/4                           | къпаните /ˈkɤpənit̪ɛ/4                           |
| Първо     | 4ти  | кажа /ˈkaʒə/                                 | каж- /ˈkaʒ/                | казах /ˈkazəx/ /kɐˈzax/       | казан /ˈkazən/4                     | казана /ˈkazənə/4                       | казано /ˈkazəno̝/4                       | казани /ˈkazəni/4                       | казаният /ˈkazənijət̪/4                            | казания /ˈkazənijə/4                          | казаната /ˈkazənət̪ə/4                           | казаното /ˈkazəno̝t̪o̝/4                           | казаните /ˈkazənit̪ɛ/4                           |
| Първо     | 5ти  | спра /sprɤ/                                  | спр- /spr/                 | спрях /sprʲax/                | спрян /sprʲan/                      | спряна /ˈsprʲanə/                       | спряно /ˈsprʲano̝/                       | спрени3 /ˈsprɛni/                       | спреният3 /ˈsprɛnijət̪/                            | спрения3 /ˈsprɛnijə/                          | спряната /ˈsprʲanət̪ə/                           | спряното /ˈsprʲano̝t̪o̝/                           | спрените3 /ˈsprɛnit̪ɛ/                           |
| Първо     | 6ти  | вая /ˈvajə/                                  | ва- /ˈva/                  | ваях /ˈvajəx/ /vɐˈjax/        | ваян /ˈvajən/4                      | ваяна /ˈvajənə/4                        | ваяно /ˈvajəno̝/4                        | ваяни /ˈvajəni/4                        | ваяният /ˈvajənijət̪/4                             | ваяния /ˈvajənijə/4                           | ваяната /ˈvajənət̪ə/4                            | ваяното /ˈvajəno̝t̪o̝/4                            | ваяните /ˈvajənit̪ɛ/4                            |
| Първо     | 7ми  | играя /iˈɡrajə/                              | игра- /iˈɡra/              | играх /iˈɡrax/                | игран /iˈɡran/                      | играна /iˈɡranə/                        | играно /iˈɡrano̝/                        | играни /iˈɡrani/                        | играният /iˈɡranijət̪/                             | играния /iˈɡranijə/                           | играната /iˈɡranət̪ə/                            | играното /iˈɡrano̝t̪o̝/                            | играните /iˈɡranit̪ɛ/                            |
| Първо     | 7ми  | пея /ˈpɛjə/                                  | пе- /ˈpɛ/                  | пях /pʲax/                    | пят /pʲat̪/                          | пята /ˈpʲat̪ə/                           | пято /ˈpʲat̪o̝/                           | пети3 /ˈpɛt̪i/                           | петият3 /ˈpɛt̪ijət̪/                                | петия3 /ˈpɛt̪ijə/                              | пятата /ˈpʲat̪ət̪ə/                               | пятото /ˈpʲat̪o̝t̪o̝/                               | петите3 /ˈpɛt̪it̪ɛ/                               |
| Първо     | 7ми  | нагрея /nɐˈɡrɛjə/                            | нагре- /nɐˈɡrɛ/            | нагрях /nɐˈɡrʲax/             | нагрят /nɐˈɡrʲat̪/ нагрян /nɐˈɡrʲan/ | нагрята /nɐˈɡrʲat̪ə/ нагряна /nɐˈɡrʲanə/ | нагрято /nɐˈɡrʲat̪o̝/ нагряно /nɐˈɡrʲano̝/ | нагрети3 /nɐˈɡrɛt̪i/ нагрени3 /nɐˈɡrɛni/ | нагретият3 /nɐˈɡrɛt̪ijət̪/ нагреният3 /nɐˈɡrɛnijət̪/ | нагретия3 /nɐˈɡrɛt̪ijə/ нагрения3 /nɐˈɡrɛnijə/ | нагрятата /nɐˈɡrʲat̪ət̪ə/ нагряната /nɐˈɡrʲanət̪ə/ | нагрятото /nɐˈɡrʲat̪o̝t̪o̝/ нагряното /nɐˈɡrʲano̝t̪o̝/ | нагретите3 /nɐˈɡrɛt̪it̪ɛ/ нагрените3 /nɐˈɡrɛnit̪ɛ/ |
| Първо     | 7ми  | пия /ˈpijə/                                  | пи- /ˈpi/                  | пих /pix/                     | пит /pit̪/                           | пита /ˈpit̪ə/                            | пито /ˈpit̪o̝/                            | пити /ˈpit̪i/                            | питият /ˈpit̪ijət̪/                                 | пития /ˈpit̪ijə/                               | питата /ˈpit̪ət̪ə/                                | питото /ˈpit̪o̝t̪o̝/                                | питите /ˈpit̪it̪ɛ/                                |
| Първо     | 7ми  | взема /ˈvzɛmə/                               | взем- /ˈvzɛm/              | взех /vzɛx/                   | взет /vzɛt̪/                         | взета /ˈvzɛt̪ə/                          | взето /ˈvzɛt̪o̝/                          | взети /ˈvzɛt̪i/                          | взетият /ˈvzɛt̪ijət̪/                               | взетия /ˈvzɛt̪ijə/                             | взетата /ˈvzɛt̪ət̪ə/                              | взетото /ˈvzɛt̪o̝t̪o̝/                              | взетите /ˈvzɛt̪it̪ɛ/                              |
| Второ     | 1ви  | говоря /ɡoˈvɔrʲə/                            | говор- /ɡoˈvɔɾ/            | говорих /ɡoˈvɔɾix/ /ɡo̝voˈɾix/ | говорен5 /ɡoˈvɔɾɛn/4                | говорена5 /ɡoˈvɔɾɛnə/4                  | говорено5 /ɡoˈvɔɾɛno̝/4                  | говорени5 /ɡoˈvɔɾɛni/4                  | говореният5 /ɡoˈvɔɾɛnijət̪/4                       | говорения5 /ɡoˈvɔɾɛnijə/4                     | говорената5 /ɡoˈvɔɾɛnət̪ə/4                      | говореното5 /ɡoˈvɔɾɛno̝t̪o̝/4                      | говорените5 /ɡoˈvɔɾɛnit̪ɛ/4                      |
| Второ     | 2ри  | извървя /izvɐrˈvʲɤ/                          | извърв- /izvɐrv/           | извървях /izvɐrˈvʲax/         | извървян /izvɐrˈvʲan/               | извървяна /izvɐrˈvʲanə/                 | извървяно /izvɐrˈvʲano̝/                 | извървени3 /izvɐrˈvɛni/                 | извървеният3 /izvɐrˈvɛnijət̪/                      | извървения3 /izvɐrˈvɛnijə/                    | извървяната /izvɐrˈvʲanət̪ə/                     | извървяното /izvɐrˈvʲano̝t̪o̝/                     | извървените3 /izvɐrˈvɛnit̪ɛ/                     |
| Второ     | 3ти  | премълча /prɛmɐɫˈtʃɤ/                        | премълч- /prɛmɐɫtʃ/        | премълчах /prɛmɐɫˈtʃax/       | премълчан /prɛmɐɫˈtʃan/             | премълчана /prɛmɐɫˈtʃanə/               | премълчано /prɛmɐɫˈtʃano̝/               | премълчани /prɛmɐɫˈtʃani/               | премълчаният /prɛmɐɫˈtʃanijət̪/                    | премълчания /prɛmɐɫˈtʃanijə/                  | премълчаната /prɛmɐɫˈtʃanət̪ə/                   | премълчаното /prɛmɐɫˈtʃano̝t̪o̝/                   | премълчаните /prɛmɐɫˈtʃanit̪ɛ/                   |
| Трето     | 1ви  | искам /ˈiskəm/                               | иска- /ˈiskə/              | исках /ˈiskəx/ /isˈkax/       | искан /ˈiskən/4                     | искана /ˈiskənə/4                       | искано /ˈiskəno̝/4                       | искани /ˈiskəni/4                       | исканият /ˈiskənijət̪/4                            | искания /ˈiskənijə/4                          | исканата /ˈiskənət̪ə/4                           | исканото /ˈiskəno̝t̪o̝/4                           | исканите /ˈiskənit̪ɛ/4                           |
| Трето     | 2ри  | застрелям /zɐˈst̪rɛlʲəm/                      | застреля- /zɐˈst̪rɛlʲə/     | застрелях /zɐˈst̪rɛlʲəx/       | застрелян /zɐˈst̪rɛlʲən/             | застреляна /zɐˈst̪rɛlʲənə/               | застреляно /zɐˈst̪rɛlʲəno̝/               | застреляни /zɐˈst̪rɛlʲəni/               | застреляният /zɐˈst̪rɛlʲənijət̪/                    | застреляния /zɐˈst̪rɛlʲənijə/                  | застреляната /zɐˈst̪rɛlʲənət̪ə/                   | застреляното /zɐˈst̪rɛlʲəno̝t̪o̝/                   | застреляните /zɐˈst̪rɛlʲənit̪ɛ/                   |

1 Тематичната гласна о ( /o̝/ ) се променя на е ( /ɛ/ ).
2 Съгласната к ( /k/ ) преминава в ч ( /tʃ/ ) пред предната гласна е ( /ɛ/ ).
4 Забележете, че няма изместване на ударението, за разлика от миналото несвършено време и минало свършено деятелно причастие .
5 Тематичната гласна и ( /i/ ) се променя на е ( /ɛ/ ).
Само глаголите от несвършен вид могат да образуват деепричастие . Глаголите от първо и второ спрежение използват тематичната гласна е ( /ɛ/ ) между основата и окончанието - йки ( /jkʲi/ ). Глаголите от третото спрежение просто добавят окончанието, без да използват тематична гласна. Неизменяемо е.
При деепричастие ударението е на същото място като в сегашното време .
| Спрежение                 | Основна форма       | Стъбло              | Adverbial </br> Причастие |
| ------------------------- | ------------------- | ------------------- | ------------------------- |
| Първо </br> и </br> Второ | чета /tʃɛˈt̪ɤ/       | чет - /tʃɛt̪/        | чет е йки /tʃɛˈt̪ɛjkʲi/    |
| Първо </br> и </br> Второ | пиша /ˈpiʃə/        | пиш - /piʃ/         | пиш е йки /ˈpiʃɛjkʲi/     |
| Първо </br> и </br> Второ | пея /ˈpɛjə/         | пе - /pɛ/           | пе е йки /ˈpɛ.ɛjkʲi/      |
| Първо </br> и </br> Второ | говоря /ɡoˈvɔrʲə/   | говор - /ɡoˈvɔr/    | говор е йки /ɡoˈvɔrɛjkʲi/ |
| Първо </br> и </br> Второ | стоя /st̪oˈjɤ/       | сто - /st̪o/         | сто е йки /st̪oˈɛjkʲi/     |
| Tрето                     | искам /ˈiskəm/      | иска - /ˈiskə/      | иска йки /ˈiskəjkʲi/      |
| Tрето                     | стрелям /ˈstrɛlʲəm/ | стреля - /ˈstrɛlʲə/ | стреля йки /ˈstrɛlʲəjkʲi/ |

### Отглаголно съществително
Само глаголите от несвършен вид могат да образуват отглаголно съществително. Образува се или от първо лице, единствено число, минало несвършено или свършено време на глагола (или и от двете). Крайното х ( /x/ ) се премахва и се добавя окончанието не (/nɛ/). След това се скланя като съществително от среден род (вижте окончанията ). Ако тематичната гласна е о ( /o̝/ ), и ( /i/ ) или ятовата гласна, тя се променя на е ( /ɛ/ ) преди да се добави окончанието.
Глаголи с основа, завършваща на н ( /n/ ) от втори клас на първото спрежение, и с основа, завършваща на е ( /ɛ/ ), и ( /i/ ), у ( /u/ ) и ю ( /ju/ ) от седми клас могат да образуват отглаголно съществително само от минало несвършено време. Всички глаголи от първи клас на второто спрежение могат да го образуват само от минало свършено време. Всички останалите глаголи могат да го образуват само от минало свършено, само от минало несвършено или и от двете. Това не се определя от това към кое спрежение или клас принадлежи даден глагол, това е присъща характеристика на всеки глагол.
Когато отглаголното съществително е образувано от минало свършено, то няма изместване на ударението, обикновено се запазва на същото място като сегашно време, с изключение на глаголите от първи клас на първо спрежение, както и някои други глаголи, при които ударението се мести към края на думата.
| Склонение | Клас | Основна форма       | Основа             | 1во лице, единствено число, минало свършено време | 1во лице, единствено число, минало несвършено време | Отглаголно съществително             | Отглаголно съществително                     | Отглаголно съществително                   | Отглаголно съществително                     | Отглаголно съществително                             | Отглаголно съществително                           |
| Склонение | Клас | Основна форма       | Основа             | 1во лице, единствено число, минало свършено време | 1во лице, единствено число, минало несвършено време | Без определителен член               | Без определителен член                       | Без определителен член                     | С определителен член                         | С определителен член                                 | С определителен член                               |
| Склонение | Клас | Основна форма       | Основа             | 1во лице, единствено число, минало свършено време | 1во лице, единствено число, минало несвършено време | Единствено число                     | Множествено число I                          | Множествено число II                       | Единствено число                             | Множествено число I                                  | Множествено число II                               |
| --------- | ---- | ------------------- | ------------------ | ------------------------------------------------- | --------------------------------------------------- | ------------------------------------ | -------------------------------------------- | ------------------------------------------ | -------------------------------------------- | ---------------------------------------------------- | -------------------------------------------------- |
| Първо     | 1ви  | треса /t̪rɛˈsɤ/      | трес- /t̪rɛs/       | тресох /ˈt̪rɛso̝x/                                  | тресях /t̪rɛˈsʲax/                                   | тресене1,2,3 /ˈt̪rɛsɛnɛ/ /t̪rɛˈsɛnɛ/   | тресенета1,2,3 /ˈt̪rɛsɛnɛt̪ə/ /t̪rɛˈsɛnɛt̪ə/     | тресения1,2,3 /ˈt̪rɛsɛnijə/ /t̪rɛˈsɛnijə/    | тресенето1,2,3 /ˈt̪rɛsɛnɛt̪o̝/ /t̪rɛˈsɛnɛt̪o̝/     | тресенетата1,2,3 /ˈt̪rɛsɛnɛt̪ət̪ə/ /t̪rɛˈsɛnɛt̪ət̪ə/       | тресенията1,2,3 /ˈt̪rɛsɛnijət̪ə/ /t̪rɛˈsɛnijət̪ə/      |
| Първо     | 2ри  | бръсна /ˈbrɤsnə/    | бръсн- /ˈbrɤsn/    |                                                   | бръснех /ˈbrɤsnɛx/                                  | бръснене /ˈbrɤsnɛnɛ/                 | бръсненета /ˈbrɤsnɛnɛt̪ə/                     | бръснения /ˈbrɤsnɛnijə/                    | бръсненето /ˈbrɤsnɛnɛt̪o̝/                     | бръсненетата /ˈbrɤsnɛnɛt̪ət̪ə/                         | бръсненията /ˈbrɤsnɛnijət̪ə/                        |
| Първо     | 2ри  | пера /pɛˈrɤ/        | пер- /pɛr/         | прах /ˈprax/                                      |                                                     | пране /prɐˈnɛ/4                      | пранета /prɐˈnɛt̪ə/4                          | прания /prɐˈnijə/4                         | прането /prɐˈnɛt̪o̝/4                          | пранетата /prɐˈnɛt̪ət̪ə/4                              | пранията /prɐˈnijət̪ə/4                             |
| Първо     | 3ти  | къпя /ˈkɤpʲə/       | къп- /ˈkɤp/        | къпах /ˈkɤpəx/ /kɐˈpax/                           | къпех /ˈkɤpɛx/                                      | къпане /ˈkɤpənɛ/5 къпене /ˈkɤpɛnɛ/   | къпанета /ˈkɤpənɛt̪ə/5 къпенета /ˈkɤpɛnɛt̪ə/   | къпания /ˈkɤpənijə/5 къпения /ˈkɤpɛnijə/   | къпането /ˈkɤpənɛt̪o̝/5 къпенето /ˈkɤpɛnɛt̪o̝/   | къпанетата /ˈkɤpənɛt̪ət̪ə/5 къпенетата /ˈkɤpɛnɛt̪ət̪ə/   | къпанията /ˈkɤpənijət̪ə/5 къпенията /ˈkɤpɛnijət̪ə/   |
| Първо     | 4ти  | лъжа /ˈɫɤʒə/        | лъж- /ˈɫɤʒ/        | лъгах /ˈɫɤɡəx/ /ɫɐˈɡax/                           | лъжех /ˈɫɤʒɛx/                                      | лъгане /ˈɫɤɡənɛ/5 лъжене /ˈɫɤʒɛnɛ/   | лъганета /ˈɫɤɡənɛt̪ə/5 лъженета /ˈɫɤʒɛnɛt̪ə/   | лъгания /ˈɫɤɡənijə/5 лъжения /ˈɫɤʒɛnijə/   | лъгането /ˈɫɤɡənɛt̪o̝/5 лъженето /ˈɫɤʒɛnɛt̪o̝/   | лъганетата /ˈɫɤɡənɛt̪ət̪ə/5 лъженетата /ˈɫɤʒɛnɛt̪ət̪ə/   | лъганията /ˈɫɤɡənijət̪ə/5 лъженията /ˈɫɤʒɛnijət̪ə/   |
| Първо     | 7ми  | играя /iˈɡrajə/     | игра- /iˈɡra/      | играх /iˈɡrax/                                    | играех /iˈɡraɛx/                                    | игране /iˈɡranɛ/ играене /iˈɡra.ɛnɛ/ | игранета /iˈɡranɛt̪ə/ играенета /iˈɡra.ɛnɛt̪ə/ | играния /iˈɡranijə/ играения /iˈɡra.ɛnijə/ | игрането /iˈɡranɛt̪o̝/ играенето /iˈɡra.ɛnɛt̪o̝/ | игранетата /iˈɡranɛt̪ət̪ə/ играенетата /iˈɡra.ɛnɛt̪ət̪ə/ | игранията /iˈɡranijət̪ə/ играенията /iˈɡra.ɛnijət̪ə/ |
| Първо     | 7ми  | пея /ˈpɛjə/         | пе- /ˈpɛ/          |                                                   | пеех /pɛ.ɛx/                                        | пеене /pɛ.ɛnɛ/                       | пеенета /pɛ.ɛnɛt̪ə/                           | пеения /pɛ.ɛnijə/                          | пеенето /pɛ.ɛnɛt̪o̝/                           | пеенетата /pɛ.ɛnɛt̪ət̪ə/                               | пеенията /pɛ.ɛnijət̪ə/                              |
| Второ     | 1ви  | говоря /ɡoˈvɔrʲə/   | говор- /ɡoˈvɔɾ/    | говорих /ɡoˈvɔɾix/ /ɡo̝voˈɾix/                     |                                                     | говорене6 /ɡoˈvɔɾɛnɛ/5               | говоренета6 /ɡoˈvɔɾɛnɛt̪ə/5                   | говорения6 /ɡoˈvɔɾɛnijə/5                  | говоренето6 /ɡoˈvɔɾɛnɛt̪o̝/5                   | говоренетата6 /ɡoˈvɔɾɛnɛt̪ət̪ə/5                       | говоренията6 /ɡoˈvɔɾɛnijət̪ə/5                      |
| Второ     | 2ри  | вървя /vɐrˈvʲɤ/     | върв- /vɐrv/       | вървях /vɐrˈvʲax/                                 | вървях /vɐrˈvʲax/                                   | вървене2,7 /vɐrˈvɛnɛ/                | вървенета2,7 /vɐrˈvɛnɛt̪ə/                    | вървения2,7 /vɐrˈvɛnijə/                   | вървенето2,7 /vɐrˈvɛnɛt̪o̝/                    | вървенетата2,7 /vɐrˈvɛnɛt̪ət̪ə/                        | вървенията2,7 /vɐrˈvɛnijət̪ə/                       |
| Второ     | 3ти  | лежа /lɛˈʒɤ/        | леж- /lɛʒ/         | лежах /lɛˈʒax/                                    | лежех /lɛˈʒɛx/                                      | лежане /lɛˈʒanɛ/ лежене /lɛˈʒɛnɛ/    | лежанета /lɛˈʒanɛt̪ə/ леженета /lɛˈʒɛnɛt̪ə/    | лежания /lɛˈʒanijə/ лежения /lɛˈʒɛnijə/    | лежането /lɛˈʒanɛt̪o̝/ леженето /lɛˈʒɛnɛt̪o̝/    | лежанетата /lɛˈʒanɛt̪ət̪ə/ леженетата /lɛˈʒɛnɛt̪ət̪ə/    | лежанията /lɛˈʒanijət̪ə/ леженията /lɛˈʒɛnijət̪ə/    |
| Трето     | 1ви  | искам /ˈiskəm/      | иска- /ˈiskə/      | исках /ˈiskəx/ /isˈkax/                           | исках /ˈiskəx/                                      | искане7 /ˈiskənɛ/5                   | исканета7 /ˈiskənɛt̪ə/5                       | искания7 /ˈiskənijə/5                      | искането7 /ˈiskənɛt̪o̝/5                       | исканетата7 /ˈiskənɛt̪ət̪ə/5                           | исканията7 /ˈiskənijət̪ə/5                          |
| Трето     | 2ри  | стрелям /ˈst̪rɛlʲəm/ | стреля- /ˈst̪rɛlʲə/ | стрелях /ˈst̪rɛlʲəx/ /st̪rɛˈlʲax/                   | стрелях /ˈst̪rɛlʲəx/                                 | стреляне7 /ˈst̪rɛlʲənɛ/5              | стрелянета7 /ˈst̪rɛlʲənɛt̪ə/5                  | стреляния7 /ˈst̪rɛlʲənijə/5                 | стрелянето7 /ˈst̪rɛlʲənɛt̪o̝/5                  | стрелянетата7 /ˈst̪rɛlʲənɛt̪ət̪ə/5                      | стрелянията7 /ˈst̪rɛlʲənijət̪ə/5                     |

1 Тематичната гласна о ( /o̝/ ) се променя на е ( /ɛ/ ).
3 Тъй като ятовата гласна е следвана от сричка, съдържаща е ( /ɛ/ ), тя се произнася като е ( /ɛ/ ).
3 Тъй като и гласната о ( /o̝/ ), и ятовата гласна се променят на е ( /ɛ/ ), двете форми на отглаголното съществително се пишат еднакво, но се различават по ударение .
4 Забележете, че ударението е върху края.
5 Забележете, че няма изместване на ударението, точно както е при миналото страдателно причастие, но не и при минало свършено време и миналото свършено деятелно причастие .
6 Тематичната гласна и ( /i/ ) се променя на е ( /ɛ/ ).
7 Тъй като формите за минал свършено и несвършено са идентични, двете форми на отглаголното съществително също са идентични.